# Apollo 13
Pour les articles homonymes, voir Apollo et Apollo 13 (homonymie).
Apollo 13 (11 avril 1970 - 17 avril 1970) est la troisième mission du programme spatial américain Apollo ayant pour objectif de faire atterrir des hommes sur la Lune. Elle est connue pour avoir été le théâtre, durant le transit entre la Terre et la Lune, d'un accident grave, qui aurait pu être fatal pour l'équipage et qui imposa l'abandon de la mission et le retour vers la Terre.
La mission a pour objet de conduire un équipage sur la Lune : les astronautes Jim Lovell et Fred Haise doivent se poser près de la formation géologique Fra Mauro, site d'un des impacts d'astéroïde les plus importants à la surface de la Lune, tandis que Ken Mattingly doit rester en orbite. La NASA estime que ce dernier risque d'attraper la rubéole du fait de la maladie d'un autre astronaute ; alors, Jack Swigert le remplace. 
Pendant le trajet vers la Lune, l'explosion d'un réservoir d'oxygène met hors d'usage le module de service Apollo qui, dans un contexte normal, fournit à la fois l'énergie, l'eau, l'oxygène et le système propulsif durant la majeure partie de la mission. Pour survivre, l'équipage se réfugie dans le module lunaire Aquarius, dont il utilise les ressources relativement limitées. Le vaisseau ne peut pas faire demi-tour et doit tourner derrière la Lune avant de revenir sur Terre, qu'il ne peut atteindre au mieux qu'au terme de plusieurs jours. Des procédures exceptionnelles sont mises au point par les équipes au sol pour faire fonctionner le vaisseau dans ces conditions dégradées en conservant suffisamment de consommables (en particulier : l'énergie et l'eau) pour la survie de l'équipage et pour la réalisation des manœuvres indispensables au retour sur Terre.
L'enquête menée après le dénouement heureux de la mission démontre que l'accident résulte de la conjugaison d'une erreur de manipulation et de plusieurs anomalies dans la conception comme dans la fabrication du réservoir d'oxygène. Des mesures sont prises pour les corriger lors des missions suivantes.

## Contexte
Le programme Apollo, lancé par le président John F. Kennedy le 2 mai 1961, a pour objectif d'envoyer pour la première fois des hommes sur la Lune avant la fin de la décennie. Il s'agit de démontrer la supériorité des États-Unis sur l'Union soviétique dans le domaine spatial, devenu un enjeu politique dans le contexte de la guerre froide. Le 20 juillet 1969, l'objectif fixé à l'agence spatiale américaine, la NASA, est atteint lorsque les astronautes de la mission Apollo 11 se posent sur la Lune. La mission Apollo 12, qui lui succède quatre mois plus tard, confirme ce succès et valide la procédure permettant l'alunissage de précision.
Apollo 13 est la troisième mission ayant pour objectif de poser des hommes sur la Lune. Sept autres missions sont programmées, dont six missions « J », qui disposent d'un module lunaire plus lourd emportant une jeep lunaire et permettant un séjour prolongé avec trois sorties extravéhiculaires. Les restrictions budgétaires, motivées par une conjoncture économique plus difficile et l'atteinte de l'objectif fixé par Kennedy, affectent sévèrement[réf. souhaitée] le programme Apollo : la dernière mission planifiée, Apollo 20, est annulée[Quand ?] et l'arrêt de la production des fusées géantes Saturn V est programmé[Quand ?], ce qui ne laisse aucun espoir que le programme se poursuive.

## Sélection du site d'alunissage

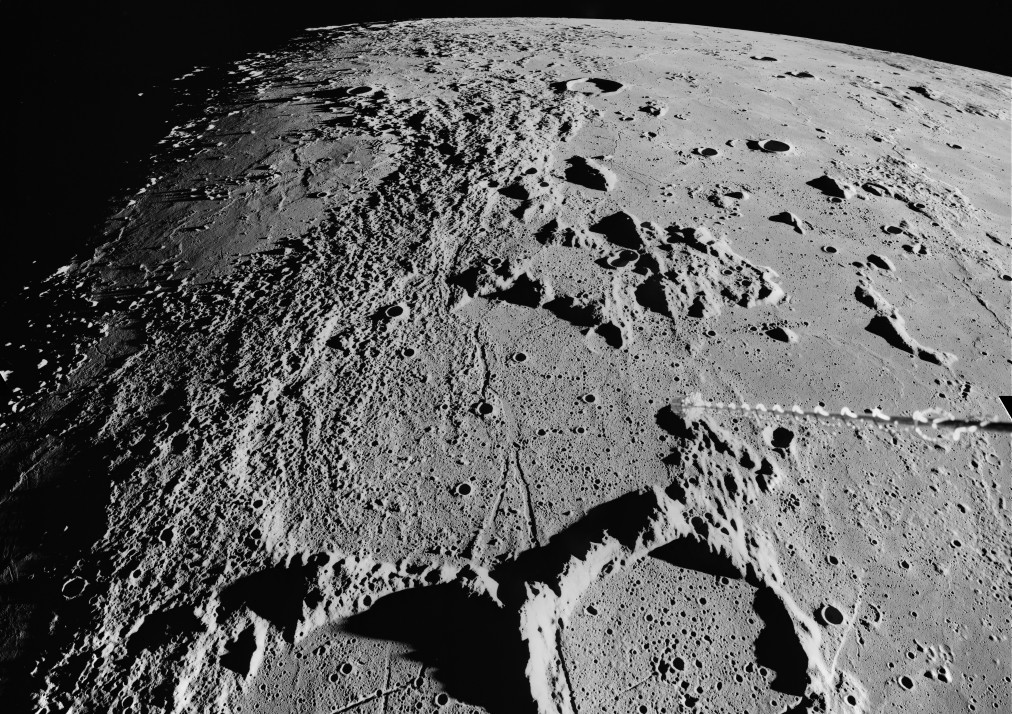
Le cratère Fra Mauro se situe au centre de cette photo.

La mission Apollo 12 a permis de mettre au point une technique d'alunissage plus économe en carburant et plus précise. Les responsables du programme ont réduit en conséquence la quantité minimale d'ergols que le module lunaire Apollo doit conserver, ce qui permet de choisir un site à une latitude plus éloignée de l'équateur lunaire. La nécessité de disposer d'un site d'atterrissage alternatif pour pallier le glissement de la date de lancement est également levée, ce qui permet d'inclure des coordonnées situées plus à l'ouest. La précision de l'atterrissage démontrée au cours de la mission précédente permet également de choisir des régions caractérisées par un relief plus tourmenté, car les astronautes ont besoin d'un espace dégagé de relativement petite taille (ellipse de 1,5 km).
Le site de l'atterrissage du module lunaire retenu par les géologues associés au programme spatial est situé au nord du cratère Fra Mauro, à 180 kilomètres à l'est du site d'atterrissage d'Apollo 12. Cette région de collines est recouverte par les éjectas et par les débris de l'impact géant qui a créé, quelques centaines de millions d'années après la formation des planètes, la mer des Pluies (Mare Imbrium) située à l'est. L'analyse de ces roches présente un fort intérêt, car elles proviennent sans doute des profondeurs et donc de la croûte d'origine : à ce titre, elles constituent des reliques de matériaux qui, sur Terre, ont complètement disparu de la surface, du fait de la tectonique des plaques[réf. souhaitée]. Les scientifiques espèrent également déterminer la date de l'impact, à partir des échantillons de roches rapportés par les astronautes et ainsi établir les relations avec les formations géologiques voisines.

## Objectifs scientifiques
Les principaux objectifs scientifiques de la mission Apollo 13 sont :
- Étudier la surface et la géologie du site de Fra Mauro et collecter une quarantaine de kilogrammes d'échantillons de roches, composés de roches individuelles, de fragments de roches et poussière en fournissant le contexte (photos) ;
- Déployer et mettre en marche l'ensemble instrumental ALSEP, qui doit contribuer à déterminer la structure interne de la Lune, la composition et la structure de sa surface, les processus qui modifient celle-ci et enfin la séquence d'événements ayant abouti aux caractéristiques actuelles de la Lune. Les instruments scientifiques de l'ALSEP comprennent un sismomètre passif PSE, un sismomètre actif ASE, un détecteur d'ions supra-thermiques SIDE, un instrument de mesure des particules chargées CPLEE, une jauge cathodique froide CCGE, un détecteur de poussières et un réflecteur laser LRRR[9] ;
- Poursuivre la mise au point des techniques de travail à la surface de la Lune ;
- Réaliser des photographies des sites d'atterrissage potentiels ;
- Collecter des informations sur la structure interne de la Lune en faisant s'écraser sur un site précis à la surface de la Lune le troisième étage de la fusée Saturn V et en analysant les ondes sismiques mesurées par les sismomètres déposés par la mission Apollo 12.

## Déroulement prévisionnel de la missionApollo 13

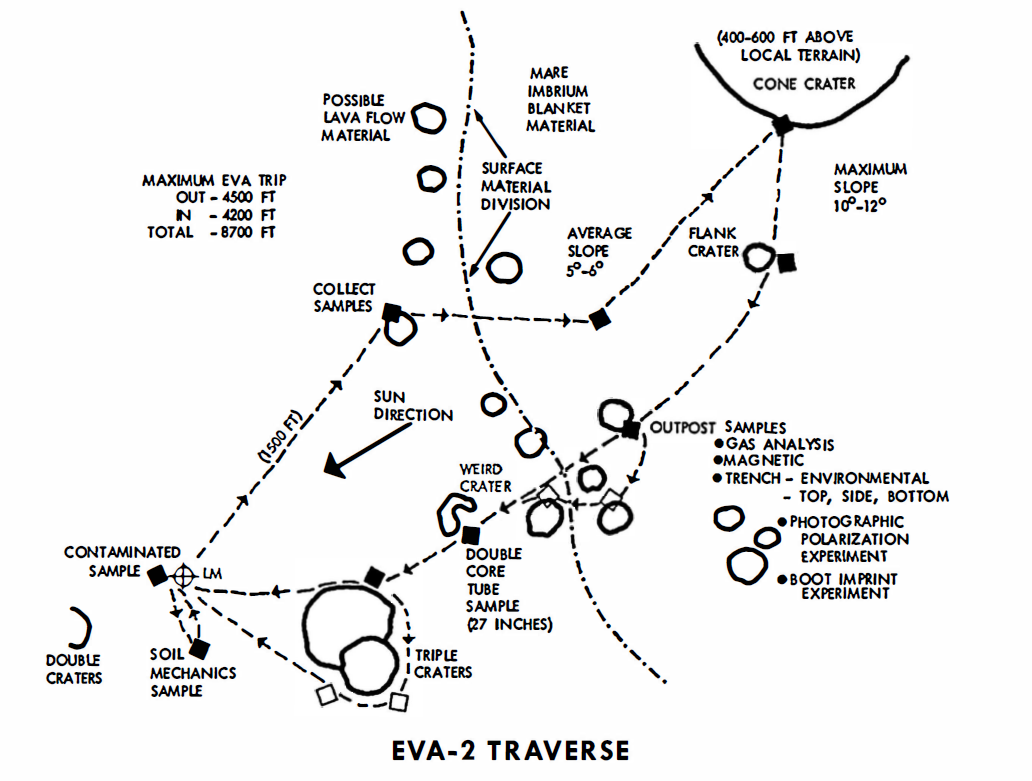
Déroulement prévu de la deuxième sortie extravéhiculaire à la surface de la Lune.

La mission Apollo 13 reprend le déroulement de la mission précédente Apollo 12 :
- L'ensemble formé par le module de commande et de service Apollo (CSM) et le module lunaire (LM) est placé dans une orbite terrestre basse par une fusée Saturn V ;
- Deux heures trente (T+2 h 30 min) après le décollage, le troisième étage du lanceur est rallumé pour injecter les vaisseaux dans une trajectoire de transfert vers la Lune, puis cet étage est largué et le CSM manœuvre pour s'amarrer au LM ;
- Quatre corrections de trajectoire sont programmées durant le transit entre la Terre et la Lune ;
- 77 heures après le décollage (T+77 h), le moteur du module de service du CSM est mis à feu pour insérer l'ensemble dans une orbite basse autour de la Lune ;
- À T+99 h, le module lunaire, avec deux astronautes à bord, se détache du CSM pour descendre vers le sol lunaire ;
- Au cours de leur séjour à la surface de la Lune, d'une durée de 33 heures et demie, les astronautes effectuent deux sorties extravéhiculaires de quatre à cinq heures. Ils déploient au sol lunaire les différents instruments scientifiques composant l'ALSEP et collectent des roches, en parcourant respectivement environ 1,5 et 2,6 km ;
- À T+137 h, l'étage de remontée du module lunaire décolle avec son équipage, avec les roches collectées et s'insère dans une orbite lunaire. Les astronautes effectuent plusieurs manœuvres pour réaliser un rendez-vous orbital avec le CSM. Le module lunaire s'amarre à celui-ci 3 h 30 min après avoir décollé. Quelques heures plus tard, le module lunaire est largué ;
- À T+167 h 30 min, le moteur du module de service est allumé pour injecter le CSM dans une trajectoire de retour vers la Terre ;
- Plusieurs manœuvres de correction de trajectoire sont prévues durant le transit entre la Lune et la Terre ;
- À T+240 h 34 min, le module de service est largué et le module de commande entame sa rentrée dans l'atmosphère terrestre. Trente minutes plus tard, il amerrit dans l'Océan Pacifique, à environ 300 kilomètres au sud de l'Île Christmas.

## Équipage

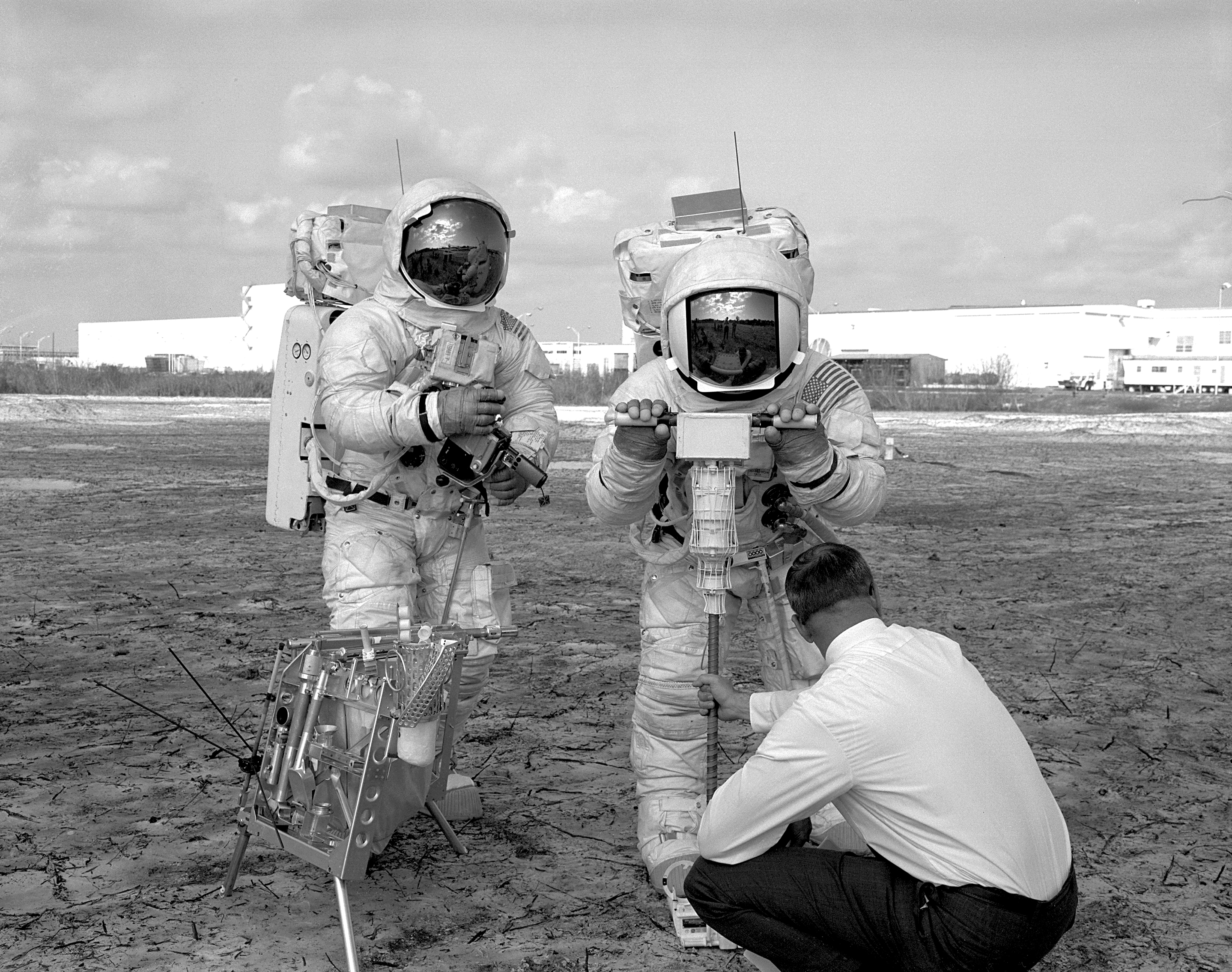
Haise et Lovell s'entrainent au maniement des outils à utiliser à la surface de la Lune.

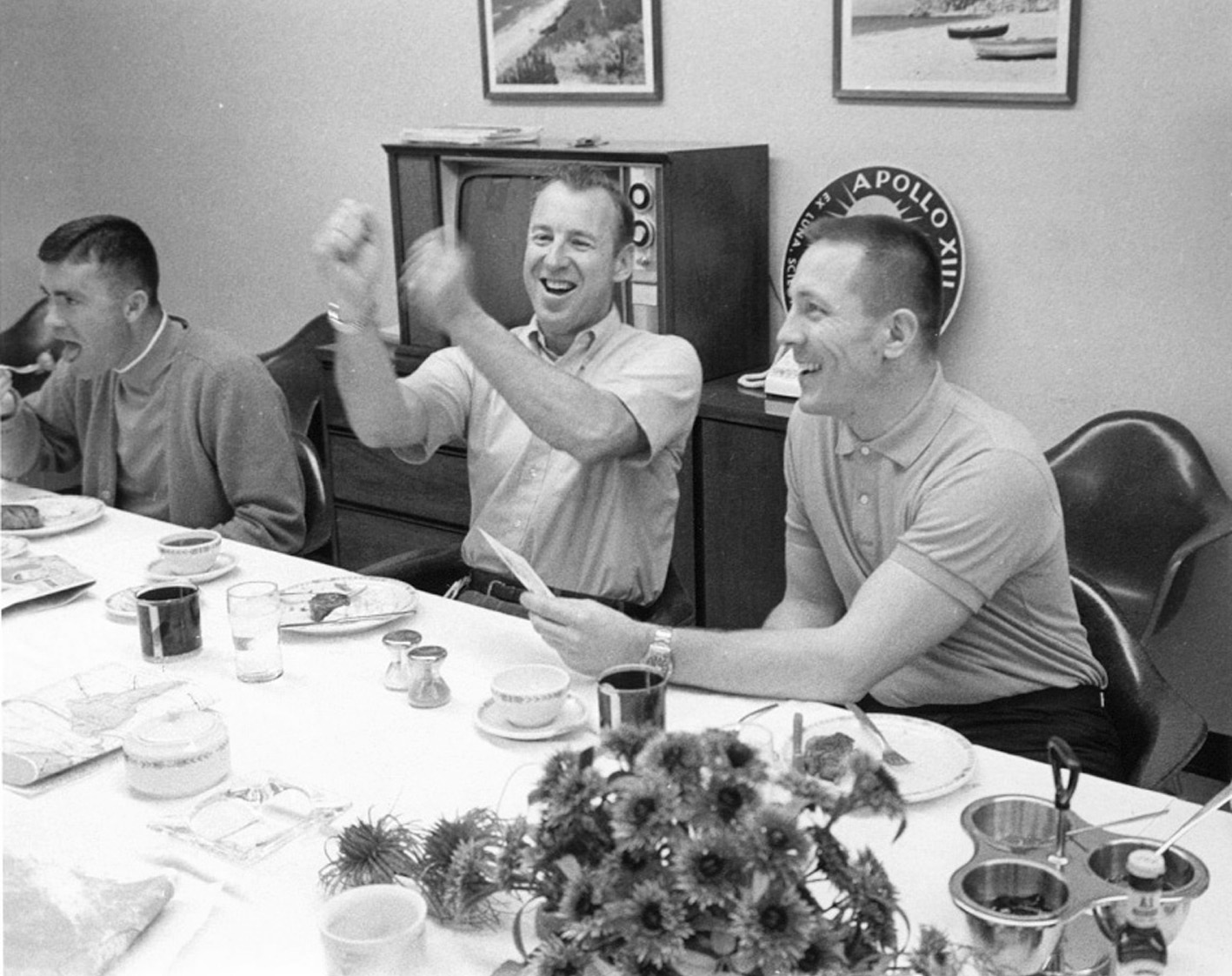
De gauche à droite : Haise, Lovell et Swigert prennent leur dernier repas avant le lancement.

L'équipage d'Apollo 13, nommé par la NASA le 6 août 1969, est composé de trois anciens pilotes militaires :
- Jim Lovell (40 ans) est le commandant de la mission. Recruté par la NASA en 1962, c'est un vétéran du programme spatial, avec trois vols. Il a participé à deux missions du programme Gemini. Une première fois en tant que pilote du vol Gemini 7, puis en tant que commandant de la mission Gemini 12. Il a également fait partie, en tant que pilote du module de commande, de la mission Apollo 8, premier vol à quitter l'orbite de la Terre pour faire le tour de la Lune.
- Jack Swigert (38 ans) est le pilote du module de commande. Il remplace, une semaine avant le lancement, Ken Mattingly, (33 ans) préalablement désigné, car soupçonné d'être contaminé par le virus de la rougeole. C'est sa première mission spatiale.
- Fred Haise (35 ans) est le pilote du module lunaire. C'est aussi sa première mission spatiale.

L'équipage de réserve, mobilisable en cas de défaillance d'un ou de plusieurs membres titulaires, est constitué de l’équipage du futur Apollo 16 :
- John W. Young : commandant.
- Ken Mattingly : pilote du module de commande. Il faisait initialement partie de l'équipage principal du vol Apollo 13 ; ayant été exposé à la rougeole par l'un des membres d'équipage de réserve (Charles Duke), il est affecté au poste de réserve, attribué à l'origine à Jack Swigert. Finalement, il n'a pas contracté la maladie redoutée.
- Charles Duke : pilote du module lunaire.

## Vaisseau Apollo
L'équipage d'Apollo 13 embarque à bord d'un vaisseau formé d'un ensemble de quatre modules distincts (cf. Schéma 1). 
D'une part, le module de commande et de service d'Apollo (le CSM, acronyme de Command and Service Module). De plus de 30 tonnes, il transporte les astronautes à l'aller et au retour et il est lui-même composé du module de commande (le CM, pour Command module) et du module de service (le SM, Service Module). C'est à l'intérieur du premier que les trois astronautes vivent durant la majeure partie de la mission et dans le second que sont regroupés presque tous les équipements nécessaires à la survie de l'équipage : le moteur de propulsion principal, les sources d'énergie, d'oxygène, d'eau, notamment .
De facon plus détaillée :
- Le module de commande pèse 6,5 tonnes et est de forme conique. Sa structure externe se compose d'une double paroi, une enceinte constituée de tôles en nid d'abeilles à base d'aluminium qui renferme l'espace pressurisé et un épais bouclier thermique qui recouvre la première paroi et permet au module de protéger les occupants de la chaleur produite par la rentrée atmosphérique. C'est le seul des quatre modules qui retourne sur Terre. L'espace pressurisé dans lequel doivent vivre les astronautes est exigu, son volume habitable n'excède pas 6,5 m3. Les astronautes sont installés dans trois couchettes côte à côte parallèles au milieu du cône et suspendues à des poutrelles partant du plancher et du plafond (la pointe du cône). En position allongée, les astronautes ont en face d'eux, suspendu au plafond, un panneau de commandes de deux mètres par un mètre, présentant les principales commandes et voyants de contrôles. Les cadrans sont répartis en fonction du rôle de chacun des membres de l'équipage. Le long des parois latérales, se trouvent des baies réservées à la navigation, d'autres panneaux de commande ainsi que des endroits de stockage de nourriture et de déchets. Pour la navigation et le pilotage, les astronautes utilisent un télescope et un ordinateur qui exploite les données fournies par une centrale inertielle.

Le vaisseau dispose de deux écoutilles. Une première, située à la pointe du cône, comporte un tunnel d'accès au module lunaire lorsque celui-ci est amarré au vaisseau. Une seconde, dans la paroi latérale, sert sur Terre à entrer dans le vaisseau et dans l'espace aux sorties extravéhiculaires (le vide est alors fait dans la cabine, dépourvue de sas). Les astronautes disposent de cinq hublots pour effectuer des observations et réaliser les manœuvres de rendez-vous avec le module lunaire. Le module de commande dépend du module de service pour les principales manœuvres, pour l'énergie et pour le support-vie ;
- Le module de service est un cylindre d'aluminium non pressurisé de 5 mètres de long et 3,9 mètres de diamètre pesant 24 tonnes. Il est accouplé à la base du module de commande et la longue tuyère du moteur-fusée principal de 9 tonnes de poussée en dépasse de 2,5 mètres. Il est organisé autour d'un cylindre qui contient les réservoirs d'hélium servant à pressuriser les réservoirs d'ergols principaux ainsi que la partie haute du moteur principal. Autour de celui-ci, l'espace est découpé en six secteurs en forme de parts de gâteau. Quatre de ces secteurs abritent des réservoirs d'ergols (18,5 tonnes). Un secteur contient trois piles à combustible qui fournissent la puissance électrique, et de l'eau en sous-produit, ainsi que deux réservoirs d'hydrogène et deux réservoirs d'oxygène. L'oxygène est également utilisé pour renouveler l'atmosphère de la cabine. Le module de service contient également des radiateurs qui dissipent l'excédent de chaleur du système électrique et régulent la température. Quatre grappes de petits moteurs de contrôles d'attitude sont disposées sur le pourtour du cylindre. Une antenne grand gain comportant cinq petites paraboles assure les communications à grande distance[13] ;

D'autre part, le module lunaire Apollo (le LM, acronyme pour Lunar Module), est utilisé par deux des astronautes pour descendre sur la lune, y séjourner et retourner en orbite rejoindre le module de commande et de service. Le module lunaire est lui-même composé de deux étages : un premier permet d'alunir et sert de plate-forme de lancement au second, qui retourne en orbite et ramène les astronautes au vaisseau en orbite. L'indicatif radio du CSM est Odyssey, tandis que celui du module lunaire est Aquarius.
De facon plus détaillée:
- L'étage de descente du module lunaire, qui pèse plus de 10 tonnes, a la forme d'une boîte octogonale d'un diamètre de 4,12 mètres et d'une hauteur de 1,65 mètre. La fonction principale de l'étage de descente est d'amener le LM sur la Lune. À cet effet, l'étage dispose d'un moteur fusée à la fois orientable et à poussée variable de 4,7 et 43,9 kN. Le comburant, du peroxyde d'azote (5 tonnes), et le carburant, de l'aérozine 50 (3 tonnes), sont stockés dans quatre réservoirs placés dans les compartiments carrés situés aux quatre coins de la structure. Le moteur se trouve dans le compartiment carré central.

Le deuxième rôle de l'étage de descente est de transporter tous les équipements et consommables qui peuvent être abandonnés sur la Lune à la fin du séjour, ce qui permet de limiter le poids de l'étage de remontée ;
- L'étage de remontée du module lunaire pèse environ 4,5 tonnes. Sa forme complexe, qui résulte d'une optimisation de l'espace occupé, lui donne l'allure d'une tête d'insecte. Il est essentiellement composé de la cabine pressurisée qui héberge les deux astronautes dans un volume de 4,5 m3 et du moteur de remontée avec ses réservoirs d'ergols. La partie avant de la cabine pressurisée occupe la plus grande partie d'un cylindre de 2,34 mètres de diamètre et de 1,07 mètre de profondeur. C'est là que se tient l'équipage lorsqu'il n'est pas en excursion sur la Lune. Sur la cloison avant, chaque astronaute a devant lui un petit hublot triangulaire (0,18 m2) ainsi que les principales commandes de vol et cadrans de contrôle regroupés par panneaux généralement dédiés à un sous-système. Les commandes et contrôles communs sont placés entre les deux astronautes (par exemple la console d'accès à l'ordinateur de navigation), certaines commandes sont doublées (commandes pilotant l'orientation et la poussée des moteurs), les autres commandes sont réparties en fonction des tâches assignées à chaque astronaute. Les panneaux de commandes et coupe-circuit se prolongent sur les parois latérales situées de part et d'autre des astronautes. L'arrière de la cabine pressurisée est beaucoup plus exigu (1,37 × 1,42 m pour 1,52 m de haut) : son plancher est plus haut de 48 cm et, de plus, encombré par un capot recouvrant le sommet du moteur de remontée. Les parois latérales sont occupées par les rangements et à gauche, par une partie du système de contrôle environnemental. Au plafond se trouve l'écoutille utilisée pour passer dans le module de Commande derrière laquelle se trouve un tunnel court (80 cm de diamètre pour 46 cm de long) comportant un système de verrouillage utilisé pour solidariser les deux vaisseaux[14].

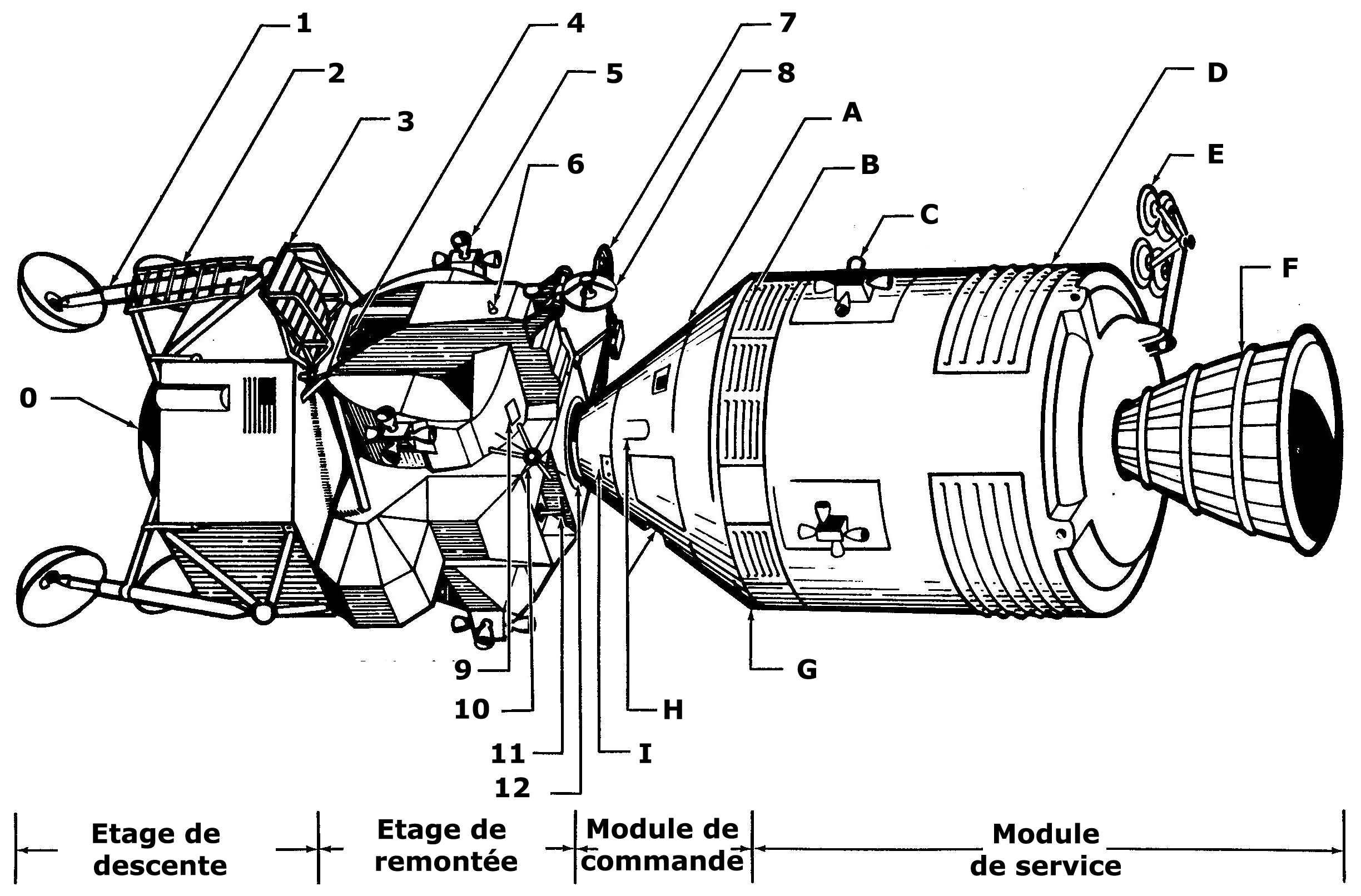
Schéma 1 - Les quatre modules formant le vaisseau spatial lancé vers la Lune. Étage de descente du module lunaire : 0 Jupe inférieure du module de descente - 1 Train d'atterrissage - 2 Échelle - 3 Plateforme. Étage de remontée du module lunaire : 4 Écoutille - 5 Propulseurs contrôle d'attitude - 6 Antenne bande S - 7 Antenne bande S orientable - 8 Antenne du radar de rendez-vous - 9 Hublot utilisé pour le rendez-vous orbital lunaire - 10 Antenne VHF - 11 Cible utilisée pour l'amarrage - 12 Écoutille supérieure. Module de commande : A Compartiment équipage - G Bouclier thermique - H Hublots de rendez-vous - I Tunnel de communication. Module de service : B Radiateurs des piles à combustible - C Propulseurs contrôle d'attitude - D Radiateurs du système de contrôle de l'environnement - E Antennes grand gain orientables - F Tuyère du moteur principal.

## Déroulement de la mission

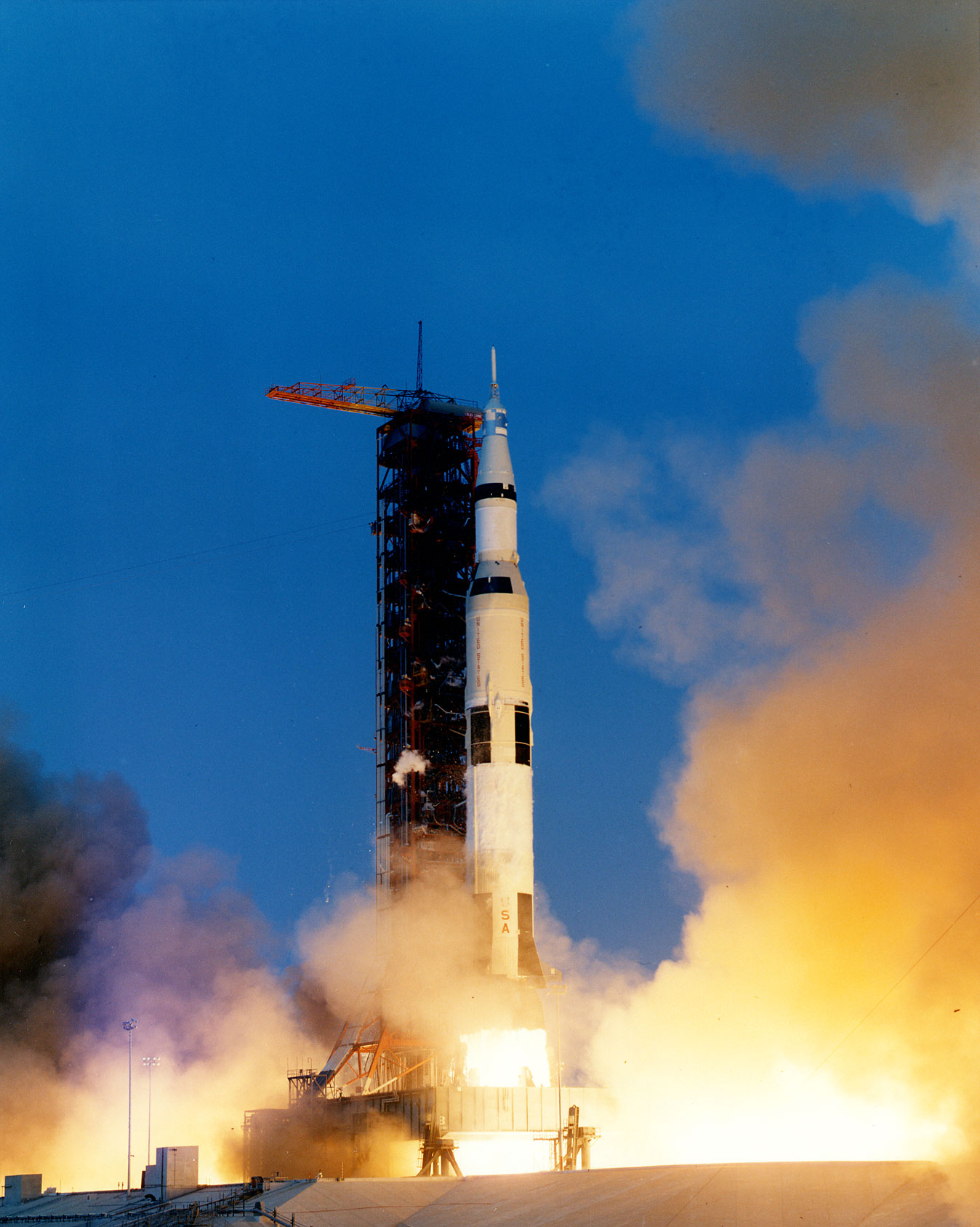
Décollage de la fusée Saturn V emportant la mission Apollo 13.

### Lancement (11 avril 1970)
La fusée Saturn V qui emporte la mission Apollo 13 décolle le 11 avril 1970. Le lanceur, utilisé par la mission précédente Apollo 12, avait été frappé à deux reprises par un éclair au cours du décollage, occasionnant un arrêt momentané de plusieurs systèmes clés du vaisseau spatial. Le déclenchement du phénomène était dû à la création d'un sillage de particules ionisées par le lanceur, mettant en relation, via la colonne de gaz conductrice formée, le sol et la couche basse des nuages, caractérisés par des potentiels différents. Pour mesurer les perturbations du champ électrique créées par le lanceur au niveau du sol, plusieurs capteurs ont été répartis sur le site de lancement pour la mission Apollo 13 et recueillent des informations exploitables.
Le moteur central du deuxième étage du lanceur s'éteint deux minutes trop tôt. Les quatre autres moteurs fonctionnent plus longtemps, compensant la perte de poussée. Ce système de gestion de la poussée des moteurs en cas de défaillance a été expérimenté dès les premiers vols des fusées Saturn I. Les investigations menées par la suite montreront que le moteur s'est éteint à cause d'un effet pogo (phénomène oscillatoire) particulièrement élevé, induisant des fléchissements de la structure de poussée atteignant 7,6 cm. Des modifications seront introduites dans la conception des lanceurs suivants pour réduire ce phénomène. Le vaisseau Apollo et le troisième étage de la fusée se placent sur l'orbite de parking visée (orbite terrestre basse à une altitude de 190 km). Deux heures plus tard, la propulsion du troisième étage est rallumée : le vaisseau Apollo quitte son orbite et emprunte la trajectoire le conduisant à la Lune.
Le troisième étage de la fusée Saturn V est largué, tandis que l'ensemble formé par le module de commande et de service Apollo ainsi que par le module lunaire Apollo poursuit sa course vers la Lune. Au cours des missions précédentes, cet étage de la fusée avait été placé sur une orbite héliocentrique. Pour la mission Apollo 13, l'étage S-IVB est dirigé vers la surface de la Lune. L'objectif est de mesurer les ondes sismiques suscitées par l'impact de l'étage à son écrasement, à l'aide du sismomètre passif déposé au sol lunaire par l'équipage d'Apollo 12. L'étage de 14 tonnes s'écrase à une vitesse de 2,6 km/s (10 000 km/h) à environ 140 kilomètres du sismomètre, produisant l'équivalent de l'explosion de 7,7 tonnes de TNT. Les ondes sismiques arrivent au sismomètre environ 28 secondes plus tard et se produisent durant un temps long, phénomène jamais observé auparavant sur Terre.

Position des piles à combustibles et des réservoirs d'oxygène dans le module de service
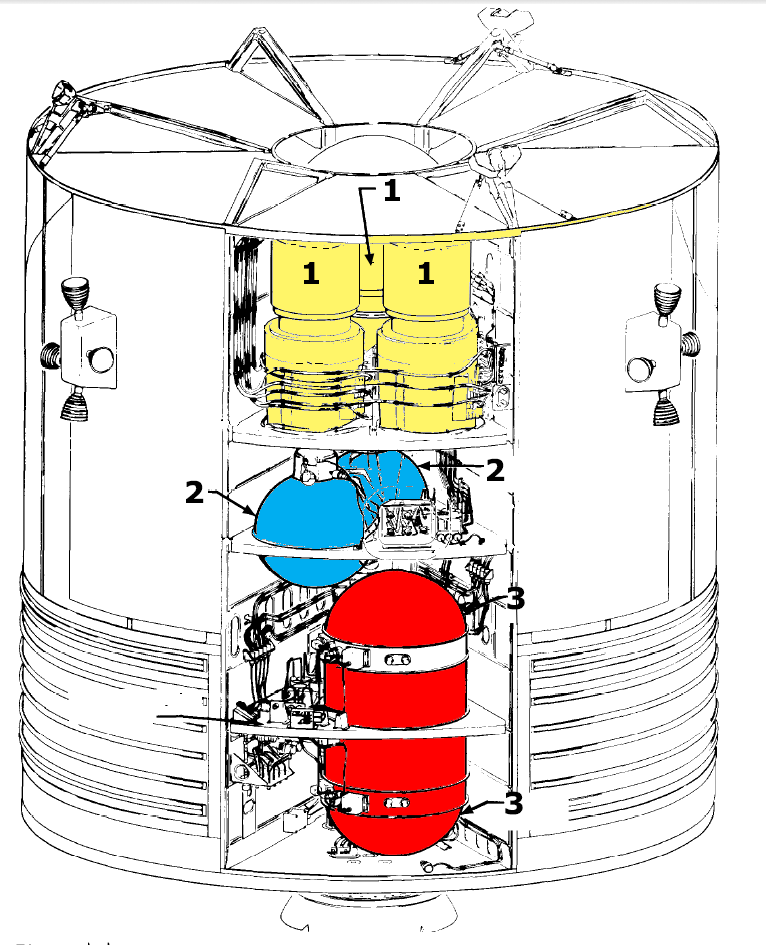
Schéma 2 : écorché du module de service montrant l'emplacement des 2 réservoirs d'oxygène (2), des trois piles à combustibles (1) et des deux réservoirs d'hydrogène (3).
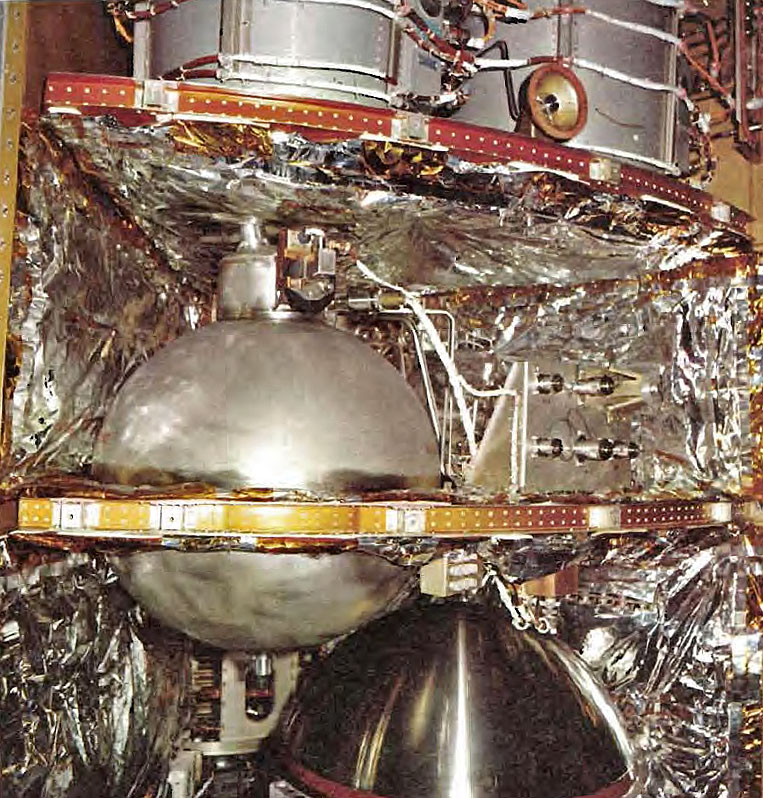
Le réservoir d'oxygène no 2, de forme sphérique, s'intercale entre les piles à combustibles situées au-dessus et les réservoirs d'hydrogène situés en dessous.
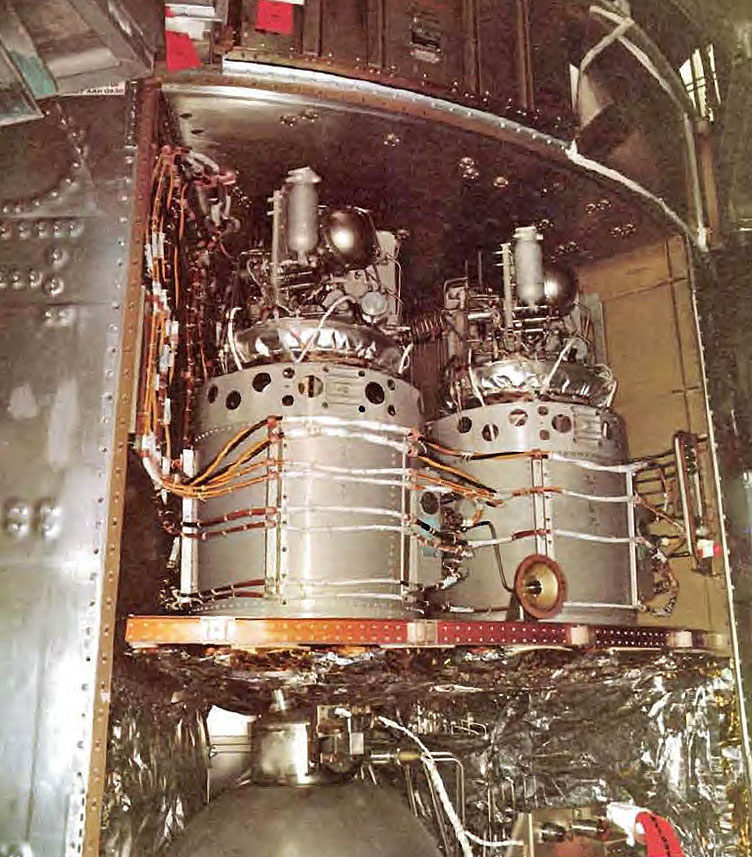
Deux des trois piles à combustibles.

### Explosion du réservoir d'oxygène

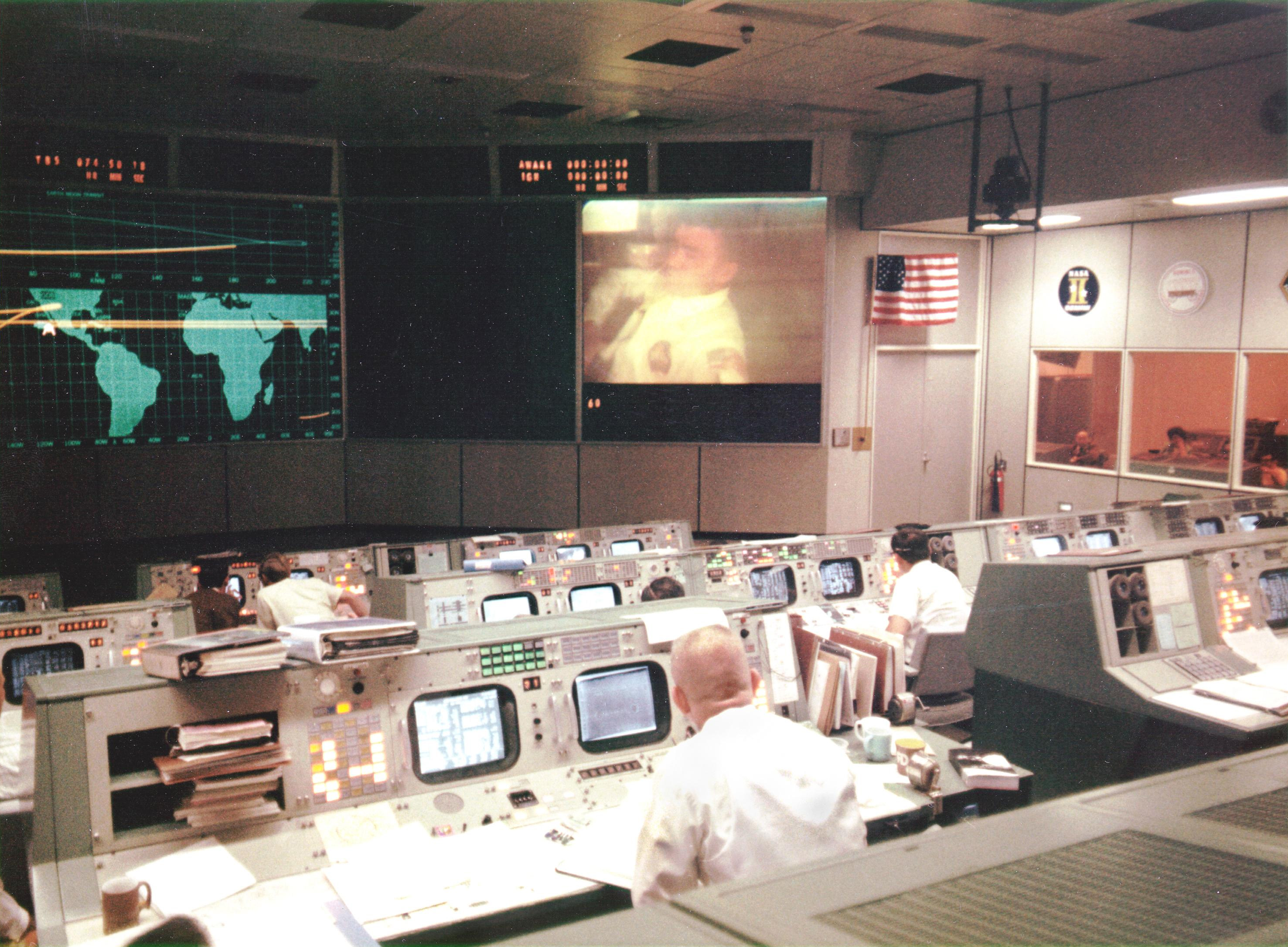
Le centre de contrôle à Houston, durant la retransmission télévisée peu avant l'explosion du réservoir d'oxygène.

Le 14 avril 1970 vers 3 h 7 UTC, soit presque 56 heures après le lancement et à peu près à mi-parcours de la destination du vaisseau (à plus de 300 000 kilomètres de la Terre), Swigert déclenche, à la demande du Centre de contrôle de mission de Houston, le brassage, par un ventilateur, de l'oxygène contenu dans le réservoir no 2. Il s'agit d'un des deux réservoirs situés dans le module de service qui, d'une part, fournissent l'atmosphère respirable de la capsule Apollo et, d'autre part, alimentent les trois piles à combustible qui produisent l'électricité — et l'eau — du vaisseau. Ce brassage de routine sert à homogénéiser l'oxygène conservé sous pression à l'état liquide, afin d'optimiser le fonctionnement du capteur qui mesure la quantité d'oxygène restante. 16 secondes plus tard, l'équipage entend une explosion sourde, tandis qu'une alarme se déclenche à la suite de la chute de tension dans le circuit électrique B du module de commande.
Les astronautes l'ignorent : un court-circuit électrique, produit par le câble d'alimentation (en partie dénudé) du ventilateur à l'intérieur du réservoir d'oxygène no 2, a déclenché la combustion de la couche d'isolant entourant le câblage électrique, portant la température à plus de 500 °C. La pression résultante a fait exploser le réservoir. Le bruit provoqué fait immédiatement réagir les astronautes. 
C'est à ce moment que Swigert prononce ces mots devenus célèbres :

« Houston, nous avons eu un problème. (écouter fichier audio) »

 Le Capcom, Jack Lousma, l'invite à répéter ; Lovell prononce alors à nouveau la phrase. Ce dernier précise que la tension du circuit électrique B a chuté, tout en indiquant que la situation s'est rétablie quelques secondes plus tard.
Durant les premières minutes, l'équipage ne perçoit pas la gravité de la situation. Il se consacre à un problème apparemment plus important : l'ordinateur a redémarré et les valves de certains des petits propulseurs du système de contrôle d'attitude se sont fermées. Au centre de contrôle de Houston, le responsable des systèmes électriques du vaisseau, Sy Liebergot, constate, avec son équipe, d'autres anomalies bien plus graves. L'antenne grand gain fixée au module de service a cessé de fonctionner et les communications passent désormais par l'antenne faible gain, omnidirectionnelle. D'autre part, des dizaines d'indicateurs indiquent que divers équipements du vaisseau spatial ne fonctionnent plus normalement. Selon eux, les piles à combustible nos 1 et 3 sont dépressurisées et ne fournissent plus de courant. Seule la pile à combustible no 2 en fournit encore. La pression dans le réservoir d'oxygène no 2 semble nulle, tandis que celle du réservoir no 1 chute rapidement. Le vaisseau a complètement perdu l'un des deux circuits de distribution électrique avec tous les équipements qui s'y rattachent.
Le souffle de l'explosion a éjecté le panneau extérieur du module de service et partiellement coupé une conduite du réservoir d'oxygène no 1. Le panneau éjecté a également endommagé l'antenne grand gain fixée à proximité. Extérieurement, ces dégâts seraient facilement visibles ; la forme même du module de commande et la position de ses hublots empêchent les astronautes d'apercevoir de l'intérieur cette partie du module de service.
Pour l'équipage, les conséquences de l'explosion sont potentiellement graves, voire dramatiques. Le retour sur Terre, du fait des lois de la mécanique spatiale, n'est pas envisageable avant plusieurs jours. Durant ce laps de temps, l'équipage doit disposer de suffisamment d'énergie, d'eau, d'oxygène et d'ergols pour se déplacer et pour survivre. L'énergie est indispensable pour faire fonctionner l'électronique, dont dépend le fonctionnement de tout le vaisseau et en particulier les corrections de trajectoire (calcul des manœuvres, déclenchement des propulseurs), le maintien de l'orientation indispensable aux corrections de trajectoire et à la stabilité thermique, les résistances chauffantes qui maintiennent une température supportable dans l'habitacle et pour certains équipements. L'énergie d'Apollo est fournie par des piles à combustibles — qui consomment de l'hydrogène et de l'oxygène — ainsi que par des batteries. Dans les deux cas, l'électricité stockée n'est pas renouvelable (pas de panneaux solaires). L'eau, vitale pour la survie des astronautes, sert surtout à refroidir les éléments de l'électronique qui ne pourraient fonctionner sans régulation thermique. Dans le vide, la chaleur est difficile à dissiper. La solution retenue consiste à l'évacuer par sublimation, en rejetant de l'eau réchauffée dans l'espace. Or, cette méthode consomme en permanence d'importantes quantités d'eau (beaucoup plus que l'équipage lui-même). L'oxygène présent dans l'atmosphère doit être régulièrement renouvelé et débarrassé du CO2 dégagé par la respiration des astronautes afin de permettre leur survie pendant la durée de la mission.

### Diagnostic
Dans la salle de contrôle, Liebergot pose dans un premier temps un diagnostic prudent : il pourrait s'agir d'un faux problème provenant d'une panne des instruments de mesure. Après quelques minutes consacrées à des contrôles plus poussés, les spécialistes au sol se rendent compte que le problème ne tient pas à des mesures anormales. Ils tentent avec l'équipage plusieurs manipulations pour tenter de remettre en marche le circuit électrique et les piles à combustible. Il s'est écoulé environ onze minutes depuis l'incident, lorsque Lovell aperçoit par le hublot situé au milieu de l'écoutille des particules qui s'échappent du vaisseau. Ce que voit l'astronaute, c'est l'oxygène liquide qui fuit des réservoirs éventrés. Sans connaître l'origine de la panne, le centre de contrôle demande alors à l'équipage d'éteindre les équipements non essentiels pour réduire la consommation électrique, en attendant de résoudre la crise. Il est également invité à fermer les valves des piles à combustible 1 et 3 pour arrêter la fuite : cette action n'arrête pas la chute de la pression dans les réservoirs,.

### Le module lunaire devient vaisseau de sauvetage
Finalement, Liebergot prend conscience que l'équipage ne parviendra pas à remettre en service les piles à combustible et que les réservoirs à oxygène du module de service sont perdus. L'objectif n'est plus désormais d'accomplir la mission ; il s'agit de sauver l'équipage.
Il demande alors au directeur de vol, Gene Kranz, d'empêcher la dernière pile à combustible encore opérationnelle de puiser dans le réservoir d'oxygène de secours, situé à bord du module de commande, afin de préserver celui-ci pour la phase finale du vol. Kranz, comprenant brutalement la gravité de la situation, se fait confirmer cette demande, puis donne l'instruction à l'équipage. Les contrôleurs tentent pendant quelques minutes encore de sauver la dernière pile à combustible ; en vain, celle-ci décline aussi à mesure que l'oxygène s'épuise. 45 minutes après le début de l'incident, Liebergot annonce à Kranz qu'il faut envisager d'utiliser le module lunaire (ou LEM, ou LM) comme vaisseau de secours, car ses spécialistes indiquent que la dernière pile à combustible ne fonctionnera pas plus de deux heures.
Dans des circonstances normales, le LM reste en sommeil jusqu'à l'approche de la Lune, afin d'économiser son énergie fournie par des batteries. Les seuls équipements allumés sont des résistances chauffantes, alimentées par le module de commande et de service, qui maintiennent une température minimale. Il faut donc réactiver le LEM. Cette opération lourde, normalement lancée depuis le module de commande, n'est plus possible, faute d'énergie. Les techniciens doivent donc mettre au point une série d'instructions pour aller puiser l'énergie nécessaire dans les batteries du module de descente. Heureusement, une simulation effectuée une année auparavant avait déjà traité ce cas. Elle avait abouti à la mort virtuelle de l'équipage et permis aux techniciens de trouver par la suite une solution pour écarter ce risque. À la demande du centre de contrôle, l'équipage s'installe aux commandes du LM pour exécuter la séquence d'instructions définie par les spécialistes du module lunaire. La tension est à son comble car, selon les dernières estimations de l'équipe de Liebergot, la dernière pile à combustible cessera de fonctionner dans 15 minutes. Finalement, ce délai suffit à réactiver les équipements du module lunaire. Les astronautes démarrent manuellement la centrale à inertie, en reprenant les valeurs fournies par celle du module de commande et en les transposant (les deux centrales sont tête-bêche). À l'intérieur du module de commande, le pilote, Swigert, désactive tous les équipements y compris le chauffage, pour préserver les deux batteries qui seront utilisées pour les ultimes manœuvres avant la rentrée atmosphérique et durant celle-ci. Il rejoint ensuite Lovell et Haise dans le module lunaire Aquarius, appelé à servir de canot de sauvetage jusqu'au retour à proximité de la Terre. Aquarius n'est pas conçu pour accueillir trois hommes. Ses équipements permettent à l'équipage de disposer de suffisamment d'eau, d'électricité et d'oxygène pour assurer sa survie jusqu'à son retour sur Terre.

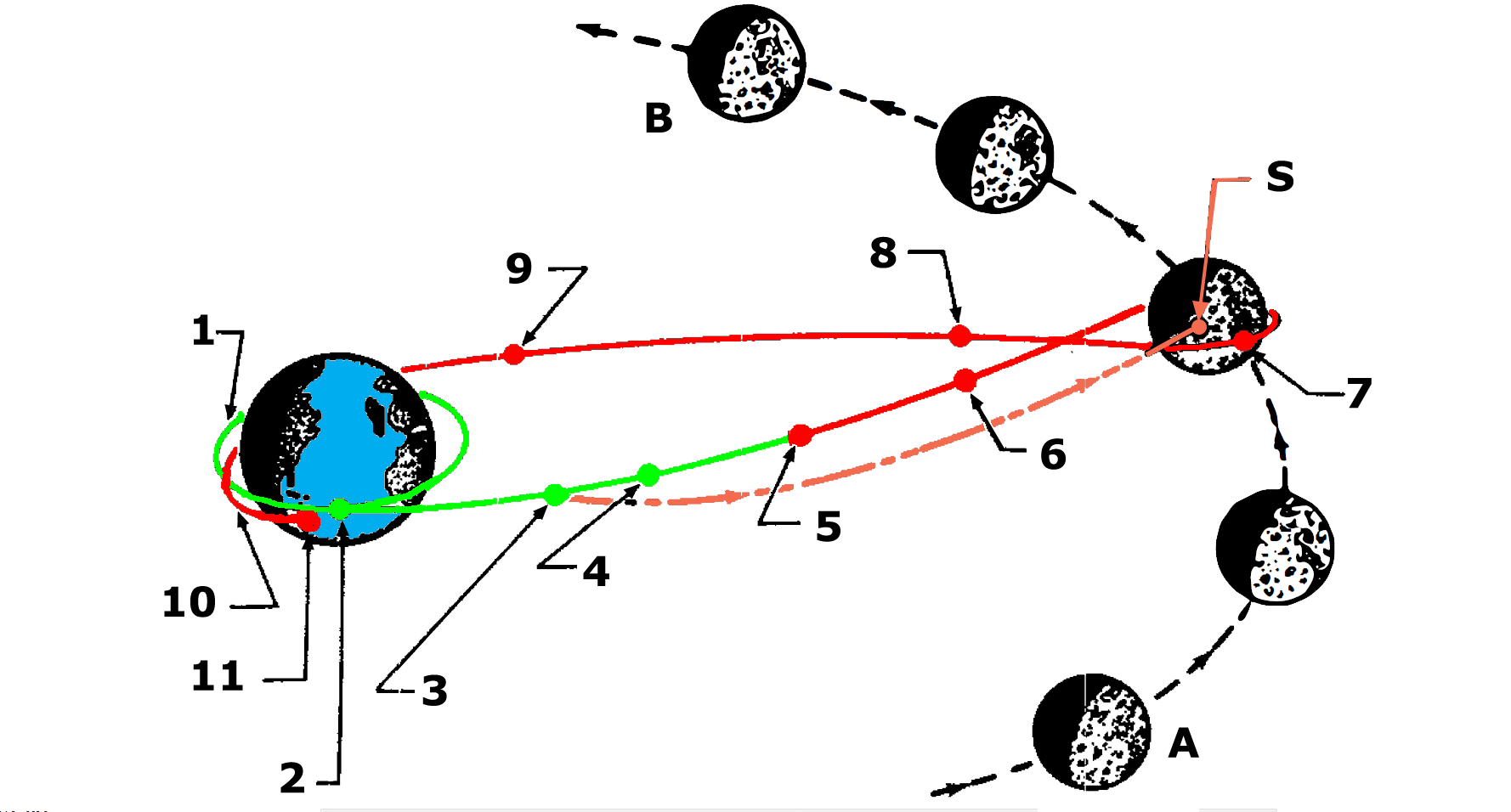
Schéma 3 : Trajectoire et manœuvres effectuées par la mission Apollo 13. 1 Orbite de parking - 2 Injection sur une orbite de transfert vers la Lune - 3 Largage du troisième étage - 4 1re correction de trajectoire - 5 Explosion du réservoir d'oxygène puis abandon de la mission - 6 2e correction de trajectoire - 7 Injection sur une orbite de transfert vers la Terre - 8 3e correction de trajectoire - 9 4e correction de trajectoire - 10 Largage du module lunaire - 11 Amerrissage - S Lieu d'impact du troisième étage sur la Lune - A Position de la Lune au lancement - B Position de la Lune à l'amerrissage.
Les distances ne sont pas à l'échelle de la Terre, la Lune est environ neuf fois plus éloignée.

### Sélection cruciale de la trajectoire de retour
Maintenant que la survie à court terme de l'équipage n'est plus menacée, les spécialistes de la mécanique spatiale du centre de contrôle étudient comment ramener l'équipage sur Terre le plus rapidement possible, avant que soient épuisées les ressources limitées en énergie et en oxygène. Parmi les options étudiées figure celle consistant à faire demi tour immédiatement. Les spécialistes ont calculé qu'en utilisant tout le carburant disponible dans le module de service Odyssey, il est possible d'effectuer une telle manœuvre, baptisée direct abort (abandon direct) par la NASA. Mais les réservoirs d'ergols et le moteur-fusée sont situés dans le même module que le réservoir d'oxygène qui, on le sait désormais, a subi une explosion dont l'étendue des dégâts est inconnue. La mise à feu du moteur-fusée pourrait déclencher une explosion qui aggraverait la situation, voire tuerait immédiatement l'équipage. L'autre scénario consiste à laisser le vaisseau Apollo contourner la Lune et revenir sur Terre, ce qu'il doit faire naturellement sur la lancée de son mouvement actuel (trajectoire de retour libre). La seule manœuvre nécessaire serait une légère correction de trajectoire durant le trajet de retour, afin de ne pas manquer la Terre, manœuvre pouvant être effectuée à l'aide du moteur de l'étage de descente du module lunaire Aquarius. Mais ce scénario recule la date du retour sur Terre et impose à l'équipage de trois personnes de séjourner encore plus de 80 heures dans un module lunaire conçu normalement pour alimenter deux personnes en énergie, air et eau pendant 48 heures seulement. Au centre de contrôle, les spécialistes sont divisés. Kranz, le responsable des opérations, décide de choisir ce dernier scénario car il reste trop peu de temps pour planifier un retour direct et la moindre erreur enverrait le vaisseau s'écraser sur la Lune,.

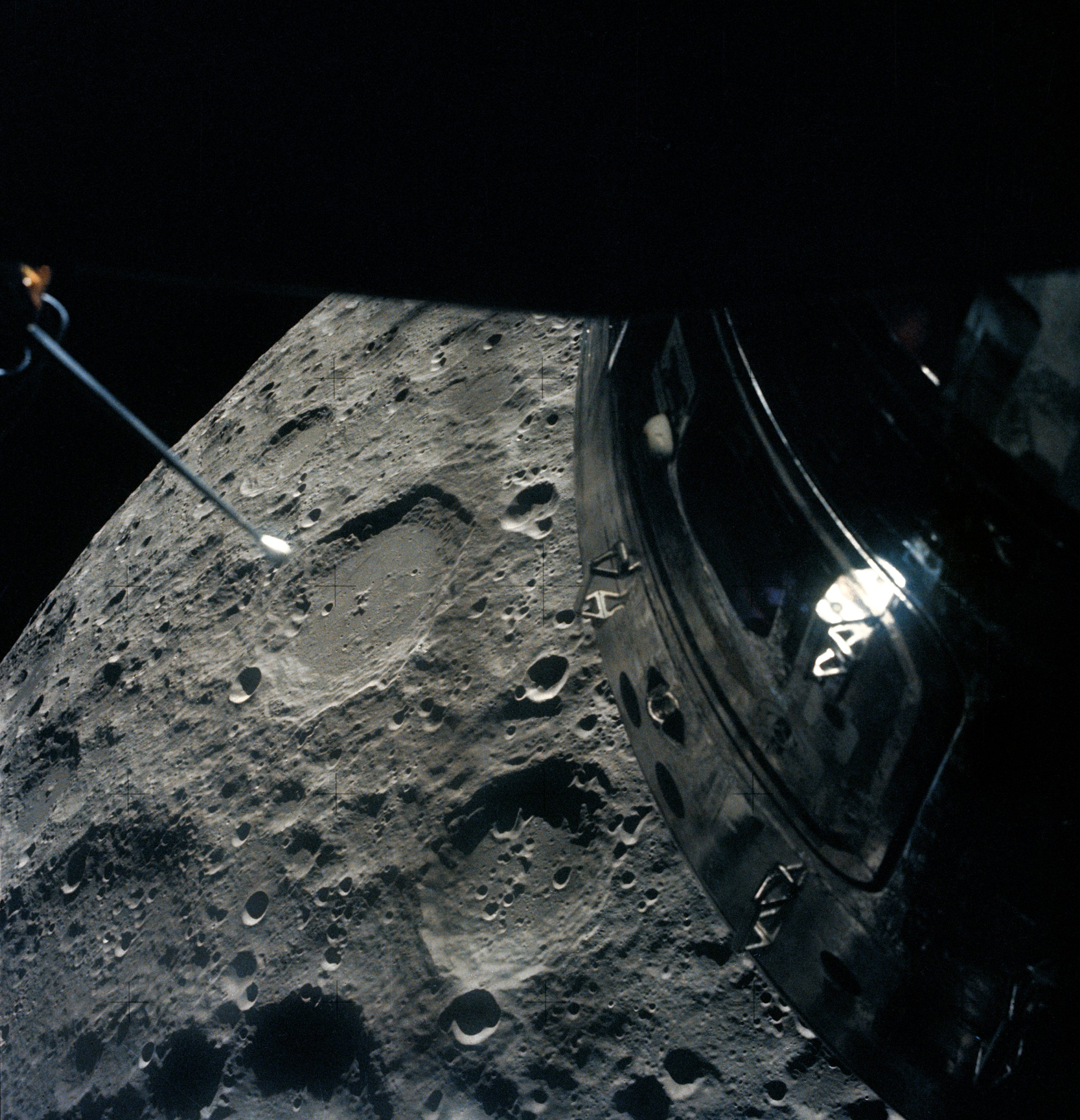
La surface de la Lune, photographiée par l'équipage d'Apollo 13 depuis le module lunaire Apollo. Le module de commande et de service est visible à droite.

Les spécialistes du centre de contrôle ne disposent que de quelques heures pour mettre au point de nouvelles procédures afin d'effectuer les opérations indispensables à la survie de l'équipage dans une configuration qu'aucune simulation, aussi poussée soit-elle, n'a jamais prévue :
- le recours au moteur de l'étage de descente du module lunaire, pour effectuer les manœuvres de correction de trajectoire dans une configuration incluant le module de commande et de service, n'avait pas été prévu (la position du centre de masse et de la masse, atypique pour une mission Apollo, influe sur le résultat de la poussée du moteur). Les spécialistes mettent au point un programme de calcul des paramètres de manœuvre en quelques heures à peine ;
- pour économiser l'énergie résiduelle des petites batteries du module de commande en vue de la rentrée atmosphérique, les responsables du centre de contrôle décident d'éteindre tous les instruments du module de commande et de les réactiver seulement au moment d'entamer ces manœuvres. Or, aucune procédure n'existe pour remettre en marche le module de commande en vol. Normalement, cette opération délicate est effectuée deux jours avant le lancement. Les spécialistes mettent donc au point, à chaud, une procédure adaptée, tenant compte en outre du peu de courant disponible. Toujours dans le dessein de minimiser la consommation d'électricité, ils prennent également le risque d'attendre la fin de la procédure de réveil du CSM pour rallumer les instruments de vérification de l'exactitude des instructions.

### Survol de la Lune
Une première manœuvre est effectuée environ six heures après l'accident, pour replacer le vaisseau sur une trajectoire qui le ramène de manière naturelle vers la Terre. Le moteur de l'étage de descente du module lunaire fonctionne durant 34 secondes. Seize heures plus tard, le vaisseau contourne la Lune à une distance de 254 km. Les communications sont interrompues durant 25 minutes car la Lune s'interpose entre la Terre et le vaisseau. L'équipage bat à ce moment le record de distance à la Terre (400 171 km), car l'orbite choisie est plus haute que pour les missions précédentes et la Lune est à l'apogée de son orbite.
Sans une nouvelle correction de trajectoire, le vaisseau doit amerrir dans l'océan Indien 152 heures après son lancement. Or les consommables restants, en particulier l'eau et l'électricité, sont insuffisants pour garantir la survie de l'équipage à cette échéance. Après avoir envisagé de réduire le temps de transit restant de 36 heures par une manœuvre risquée (le largage immédiat du module de service, exposant longuement le bouclier thermique au vide spatial, et l'utilisation de tous les ergols disponibles dans les réservoirs de l'étage de descente), les responsables du centre de contrôle optent pour une solution moins extrême qui fait gagner seulement 12 heures. La manœuvre intervient deux heures après le contournement de la Lune. Le moteur-fusée de l'étage de descente fonctionne durant 264 secondes, modifiant la vitesse du vaisseau de 262 m/s,.
| Module                                    | Principales caractéristiques                | Principaux équipements | Consommables Quantité restante au moment de l'accident ⇒ en fin de mission                    | Utilisation normale | Utilisation après explosion |
| ----------------------------------------- | ------------------------------------------- | --- | --------------------------------------------------------------------------------------------- | --- | --- |
| Module de commande                        | Masse 6,5 tonnes Volume habitable de 6,5 m3 | Ordinateurs de navigation et de pilotage de la propulsion 3 couchettes                                                                                       | Réservoir oxygène Batteries (99 ⇒ 118 ⇒ 29 Ah)                                                | Séjour de l'équipage sauf durant excursion à la surface de la Lune, ou il n'en accueille qu'un. Seul module revenant sur Terre | Complètement désactivé Réactivé et réoccupé par l'équipage pour la rentrée atmosphérique en fin de mission.                                                                                      |
| Module de service                         | Masse 24 tonnes Module non pressurisé       | Propulsion principale Antenne à faible et grand gain Propulseurs contrôle d'attitude                                                                         | 3 piles à combustible (énergie et eau) Oxygène (225 kg) Hydrogène Ergols (18,5 ⇒ 18,4 t.)     | Permet au module de commande de fonctionner durant toute la mission Utilisé pour les principales manœuvres d'injection en orbite lunaire, puis de retour sur la Terre Largué quelques heures avant le retour sur Terre                                                                   | N'est pratiquement plus utilisé : équipements détruits (piles à combustibles, oxygène, antenne grand gain) ou fiabilité douteuse (propulsion). Largué quelques heures avant le retour sur Terre. |
| Étage de remontée (module lunaire Apollo) | Masse 4,5 tonnes Volume habitable de 4,5 m3 | Ordinateurs de navigation et de pilotage de la propulsion Emplacement pour 2 astronautes en apesanteur Système de propulsion Propulseurs contrôle d'attitude | Oxygène (24 ⇒ 14 kg) Batteries (voir infra) Eau (153 ⇒ 23 kg) Ergols du système de propulsion | Abrite les 2 astronautes durant l'excursion de 48 heures à la surface de la Lune Permet de piloter le module lunaire durant la descente sur la Lune et la remontée Propulsion assurant la remontée de la surface de la Lune Largué depuis l'orbite lunaire avant le retour vers la Terre | Abrite les trois astronautes Fournit eau et oxygène durant la mission Largué immédiatement avant la rentrée atmosphérique.                                                                       |
| Étage de descente (module lunaire Apollo) | Masse 10 tonnes                             | Système de propulsion Équipements scientifiques | Batteries des deux étages (2 719 ⇒ 410 Ah) Ergols (8,3 ⇒ 4,6 t.)                              | Étage propulsif utilisé pour descendre sur le sol lunaire Transporte les équipements utilisés à la surface de la Lune Laissé à la surface de la Lune | Propulsion utilisée pour toutes les manœuvres de modification de trajectoire Principale source d'énergie Largué immédiatement avant la rentrée atmosphérique.                                    |

### Retour sur Terre

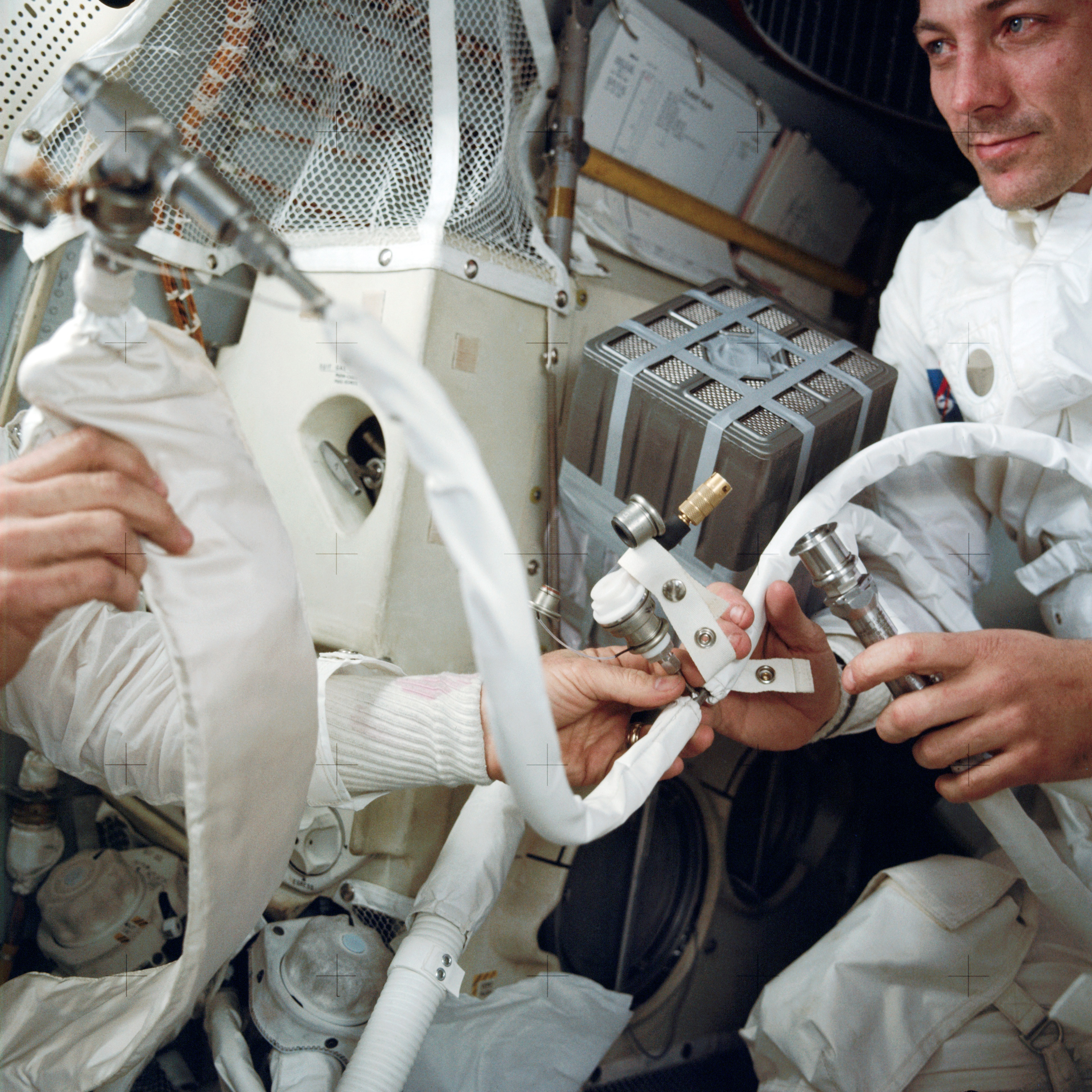
L'équipage, dont Swigert visible sur la photo, bricole un adaptateur pour éliminer le dioxyde de carbone de l'atmosphère du vaisseau.

Afin d'économiser de l'énergie pour la rentrée dans l'atmosphère, 80 % des équipements électriques sont coupés et seuls les systèmes de communication avec Houston sont maintenus en état de marche. Parmi les systèmes arrêtés figurent le système de guidage du vaisseau et le chauffage assuré par des résistances électriques, ce qui fait chuter la température à l'intérieur du module lunaire à 9 °C, et à 3 °C dans le module de commande. L'arrêt de l'ordinateur complique les corrections de trajectoire. À cause du rationnement de l'eau consécutif à l'explosion (l'eau est produite par les piles à combustible qui ne fonctionnent plus), Fred Haise contracte une infection urinaire et arrive sur Terre avec de la fièvre. Les trois hommes se trouvent confrontés à un autre problème : la teneur en CO2, dangereux à forte concentration, augmente dans Aquarius, car le système de soutien-vie n'a pas été conçu pour héberger l'équipage au complet durant plusieurs jours. Un des spécialistes de la salle de contrôle, Ed Smylie, met au point un dispositif pour éliminer le CO2 excédentaire,. Les astronautes confectionnent un adaptateur à l'aide de sacs en plastique, de carton et de ruban adhésif renforcé. Grâce à ce bricolage — surnommé « mailbox », « boîte aux lettres » en français —, ils peuvent utiliser les cartouches de rechange des filtres à air du module de commande pour remplacer le filtre à air du module lunaire, d'un format différent,.
Malgré la dernière correction de trajectoire, le vaisseau Apollo s'écarte de sa trajectoire (on découvrira par la suite que l’évaporation de l'eau du système de refroidissement du module lunaire exerce une faible poussée permanente sur le vaisseau). Une correction s'impose pour que le vaisseau entame sa rentrée dans l'atmosphère sous l'angle exact souhaité (si l'angle est trop ouvert, le module de commande risque de freiner trop brutalement et de brûler ; s'il est trop fermé, il ricochera sur l'atmosphère et se perdra dans l'espace). Mais le système de navigation du module lunaire ayant été arrêté, les astronautes ne disposent pas des mesures nécessaires pour effectuer cette manœuvre. L'équipage effectue donc cette correction en utilisant une technique mise au point dans le cadre des programmes Gemini et Mercury et reposant sur un relevé du terminateur à la surface de la Terre. Une deuxième correction est effectuée un jour plus tard à la demande de l'Atomic Energy Commission (AEC). En effet, le module lunaire transporte un générateur thermoélectrique à radioisotope (RTG) SNAP-27, destiné à rester à la surface de la Lune pour alimenter les instruments ALSEP mais qui va désormais s'écraser sur Terre. La charge de Plutonium 238 utilisée comme source de chaleur par ce RTG est contenue dans un blindage qui, normalement, doit résister à la rentrée atmosphérique. Mais l'AEC demande que les restes du module lunaire s'écrasent le plus loin possible de toutes terres habitées. La trajectoire est donc modifiée une deuxième fois, cette fois à l'aide des moteurs du RCS du module lunaire (poussée d'une durée de 21,5 secondes), pour faire plonger les restes d'Aquarius dans la fosse des Tonga, profonde de 10 kilomètres.

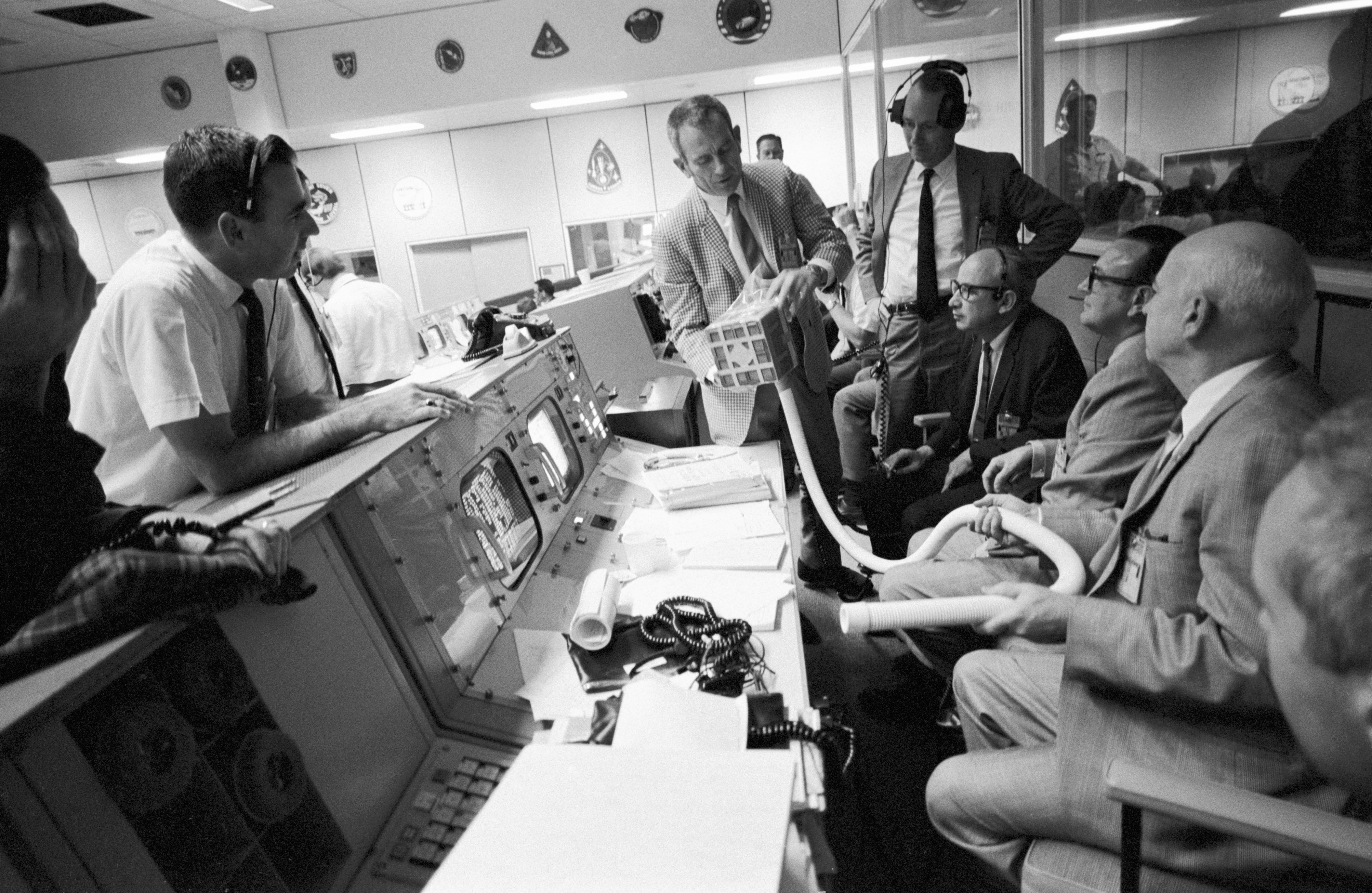
Au centre de contrôle de la mission à Houston, Deke Slayton montre aux responsables du centre et de la mission le bricolage (surnommé « mailbox ») proposé pour éliminer le dioxyde de carbone de l'atmosphère du vaisseau.
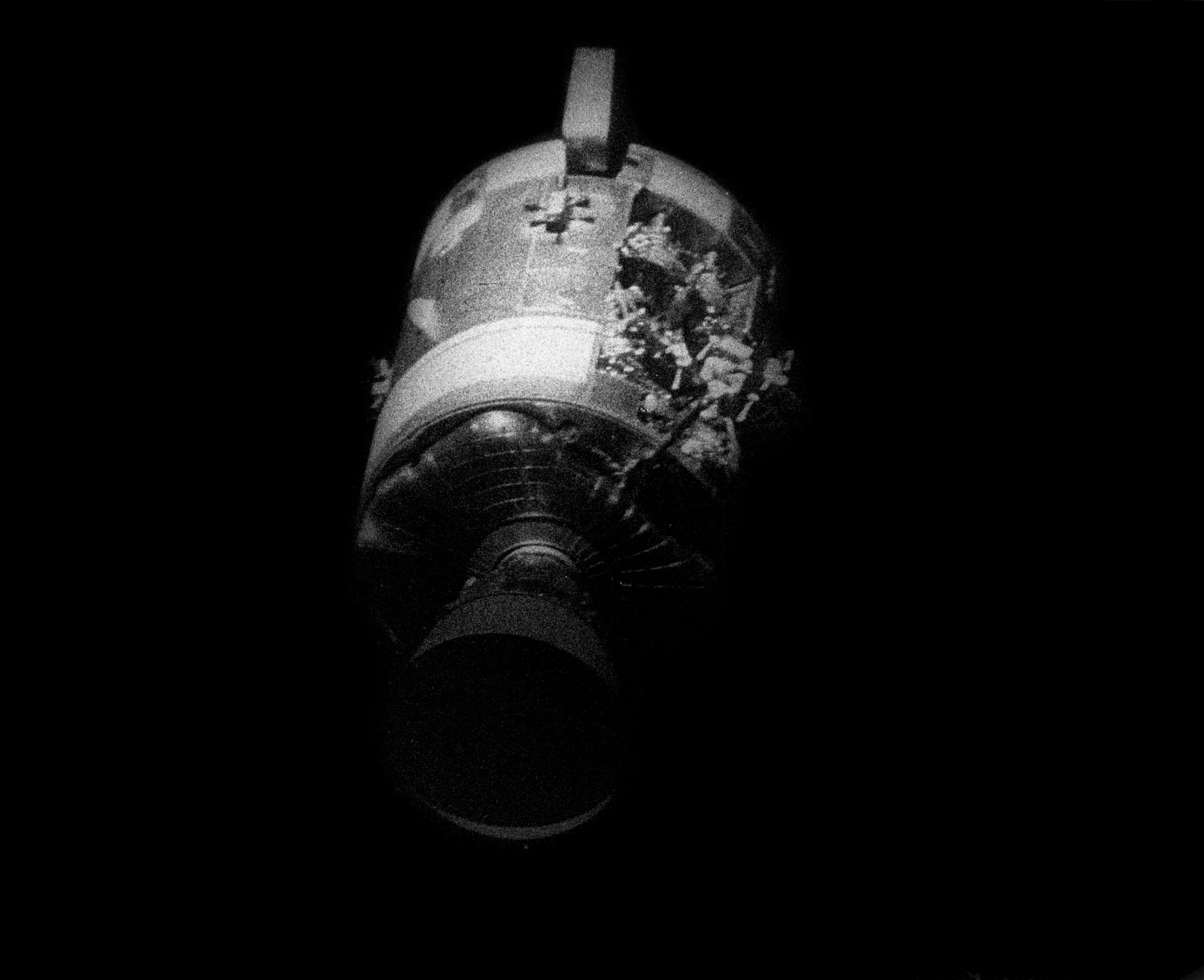
Le module de service endommagé, photographié peu après son largage, près de la Terre, alors que l'équipage est toujours à bord du module lunaire (17 avril).
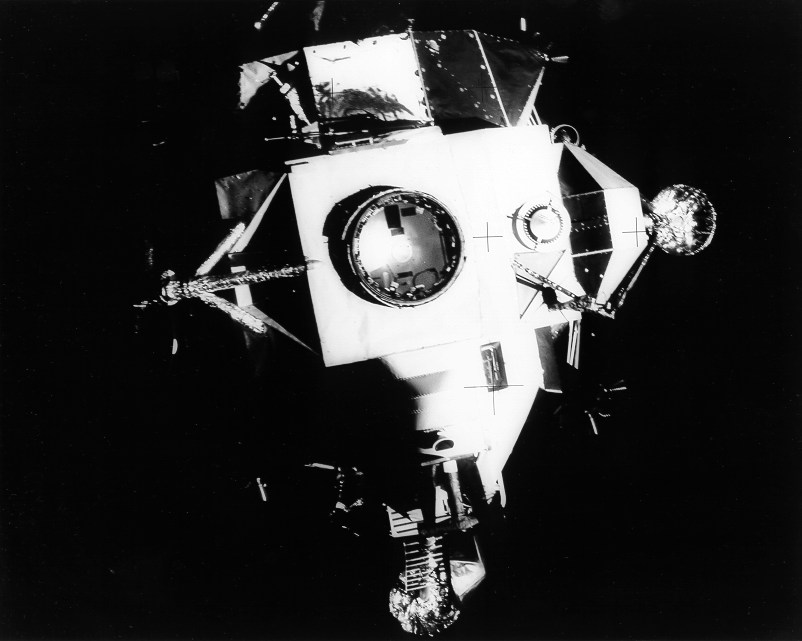
Le module lunaire, qui a servi de chaloupe de sauvetage à l'équipage, photographié juste avant que celui-ci n'entame son retour sur Terre à bord du module de commande.
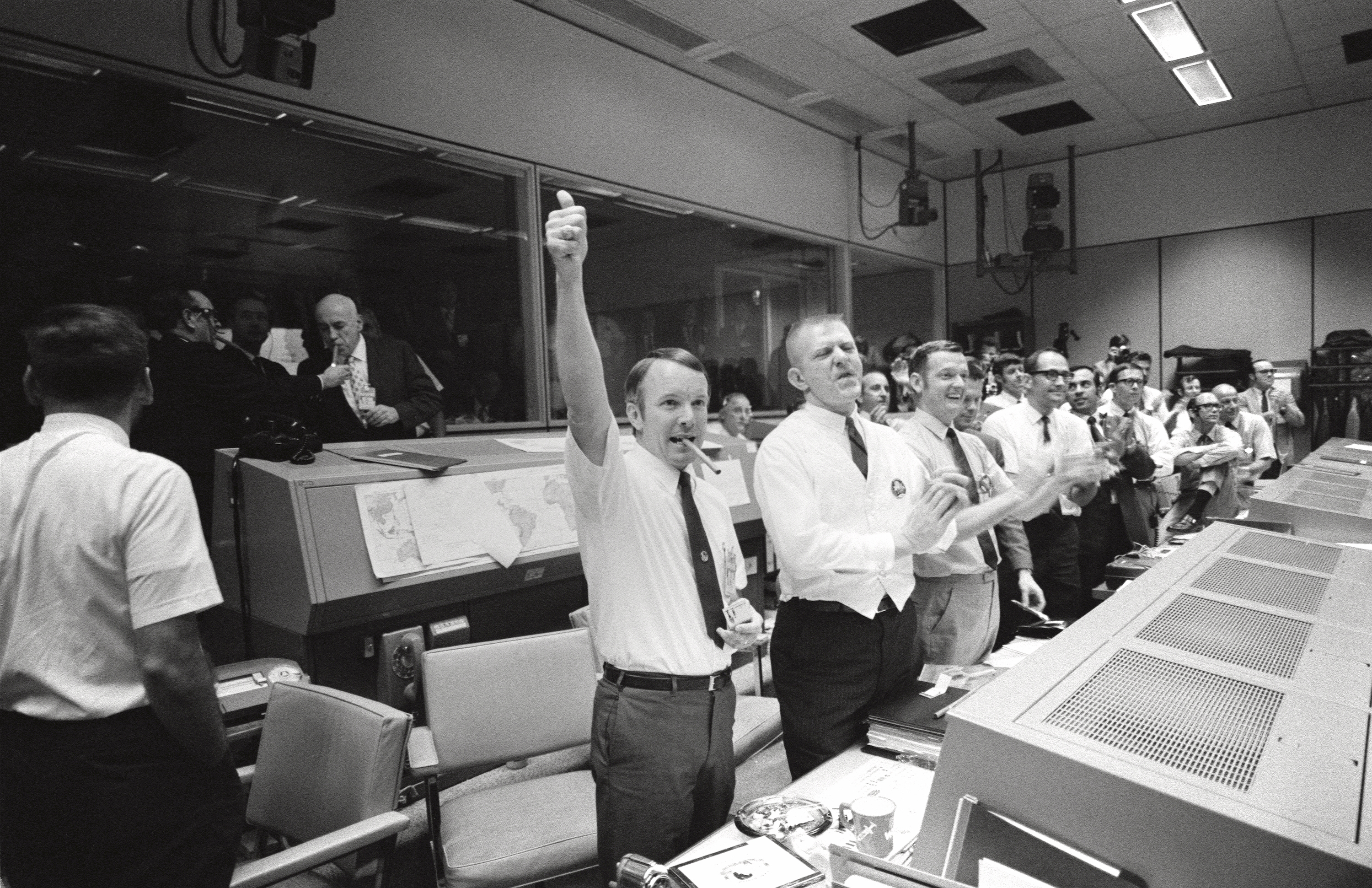
Célébration au centre de contrôle après le retour sur Terre de la mission Apollo 13. Trois des quatre directeurs de vol sont visibles au premier plan : de gauche à droite Gerald D. Griffin, Eugene F. Kranz et Glynn S. Lunney.
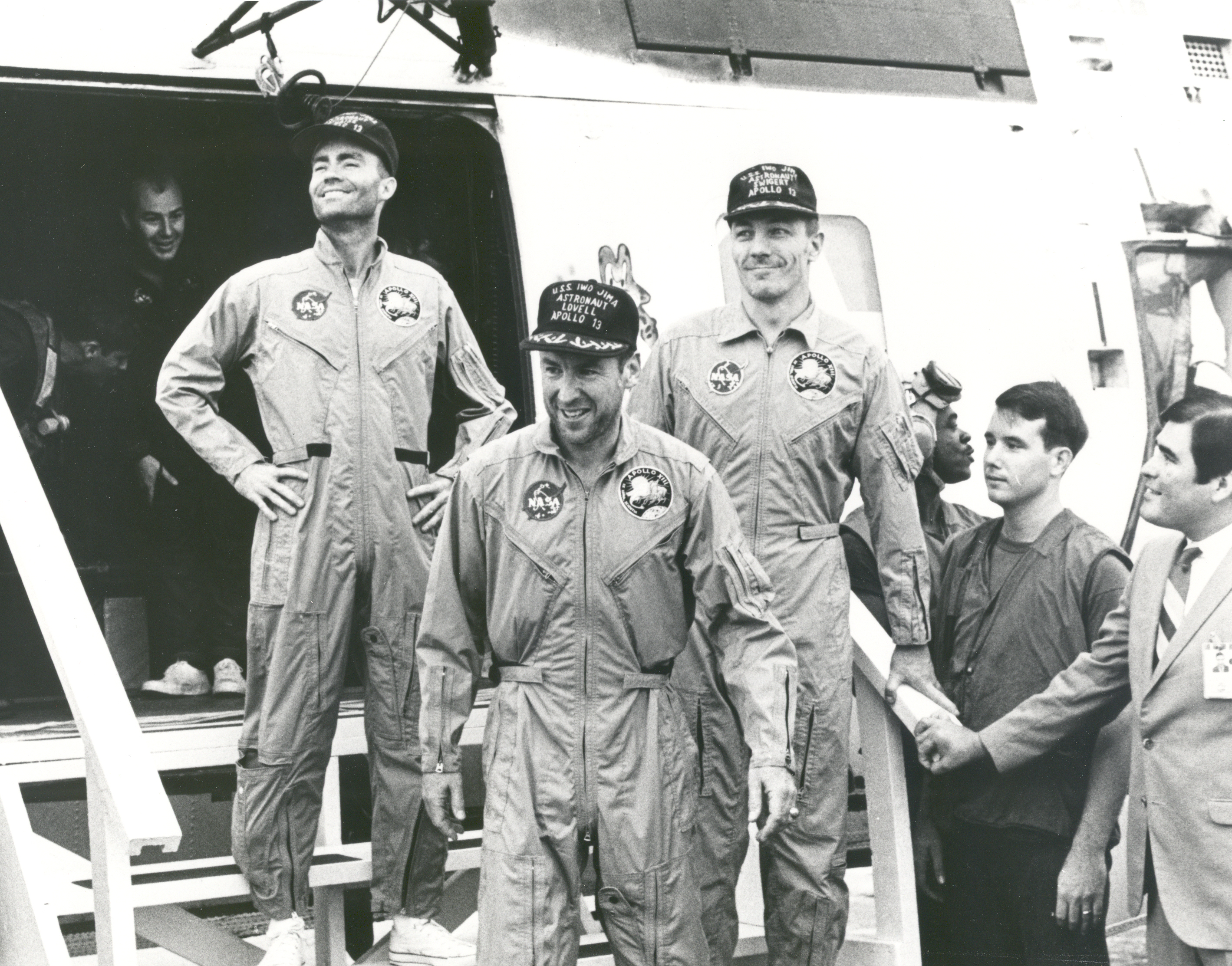
Haise, Lovell et Swigert débarquant sur le navire d’assaut amphibie, USS Iwo Jima (LPH-2).

### Rentrée atmosphérique et amerrissage

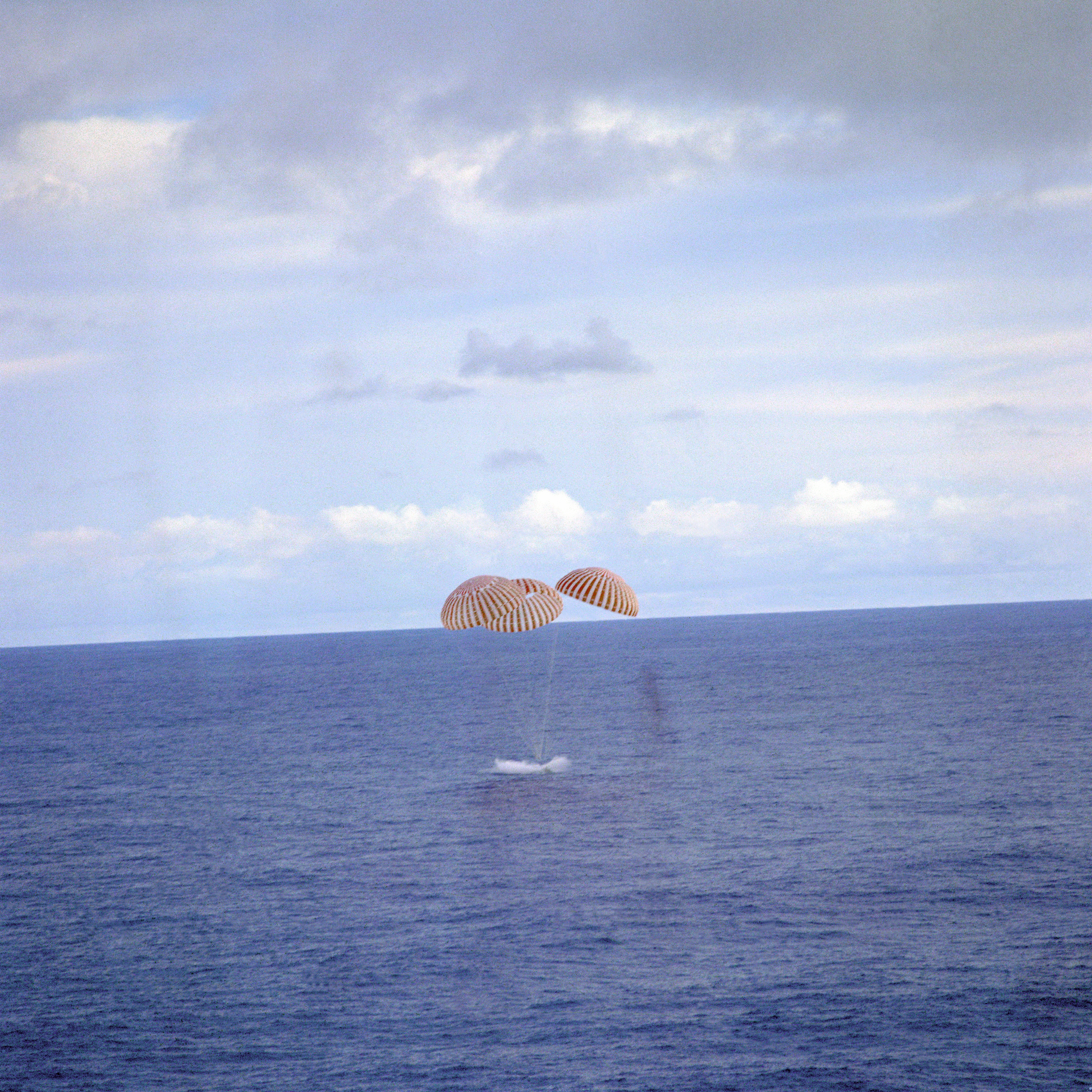
Amerrissage du vaisseau Apollo 13 dans l'Océan Pacifique, le 17 avril 1970.

Avant la rentrée dans l'atmosphère, l'équipage se réinstalle dans Odyssey, seul capable de les ramener sur Terre grâce à son bouclier thermique. Ils réactivent, étape par étape, les systèmes du module. Ils commencent par larguer le module de service. Ils aperçoivent pour la première fois, à leur grande surprise, que le panneau situé au niveau du réservoir d'oxygène a été expulsé. Le module lunaire Aquarius est largué très peu de temps avant d'entamer la rentrée atmosphérique, pour minimiser la consommation des ressources limitées en oxygène et surtout en énergie du module de commande, qui ne fonctionne plus que grâce à ses batteries de rentrée. Lorsque le module lunaire est largué, celui-ci peut encore fournir de l'oxygène pendant 124 heures mais de l'eau durant seulement cinq heures et demie et de l'électricité durant quatre heures et demie.
Normalement la rentrée atmosphérique après une mission lunaire s'accompagne d'une perte de liaison radio d'environ quatre minutes, causée par l'apparition de plasma incandescent autour du bouclier thermique de la capsule, qui perturbe le passage des ondes radio autour du vaisseau. Le temps de silence (en anglais : blackout) lors de la rentrée du module de commande d'Apollo 13 durera cependant six minutes, soit 87 secondes de plus que prévu. Cette durée a plus tard été attribuée à un angle de rentrée légèrement plus plat que l'angle optimal, ce qui a fait durer la rentrée un peu plus longtemps que prévu. Les équipes au sol ont un dernier moment de frayeur à cause de cette durée de silence trop importante, craignant alors que le bouclier thermique ait été endommagé par l'explosion dans le module de service et que l'équipage ait péri calciné lors de la rentrée atmosphérique.
Le vaisseau amerrit finalement dans l'Océan Pacifique entre la Nouvelle-Zélande et les Îles Fidji, à six kilomètres du navire d'assaut amphibie USS Iwo Jima (LPH-2), navire amiral de la flotte chargée de récupérer les astronautes. Après avoir été récupérés par l'Helicopter 66 — un hélicoptère Sikorsky SH-3 Sea King affecté à la récupération des astronautes —, les trois hommes sont hissés sains et saufs à bord du navire, de même que le module de commande.

## Résultats de l'enquête sur l'accident

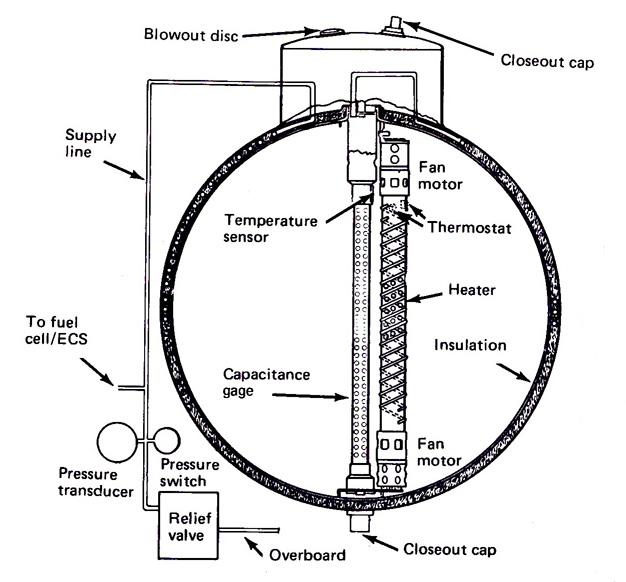
Schéma en coupe du réservoir d'oxygène no 2, montrant les différents composants dont le thermostat, les moteurs des hélices chargés de brasser l'ergol, la sonde de température et la jauge.

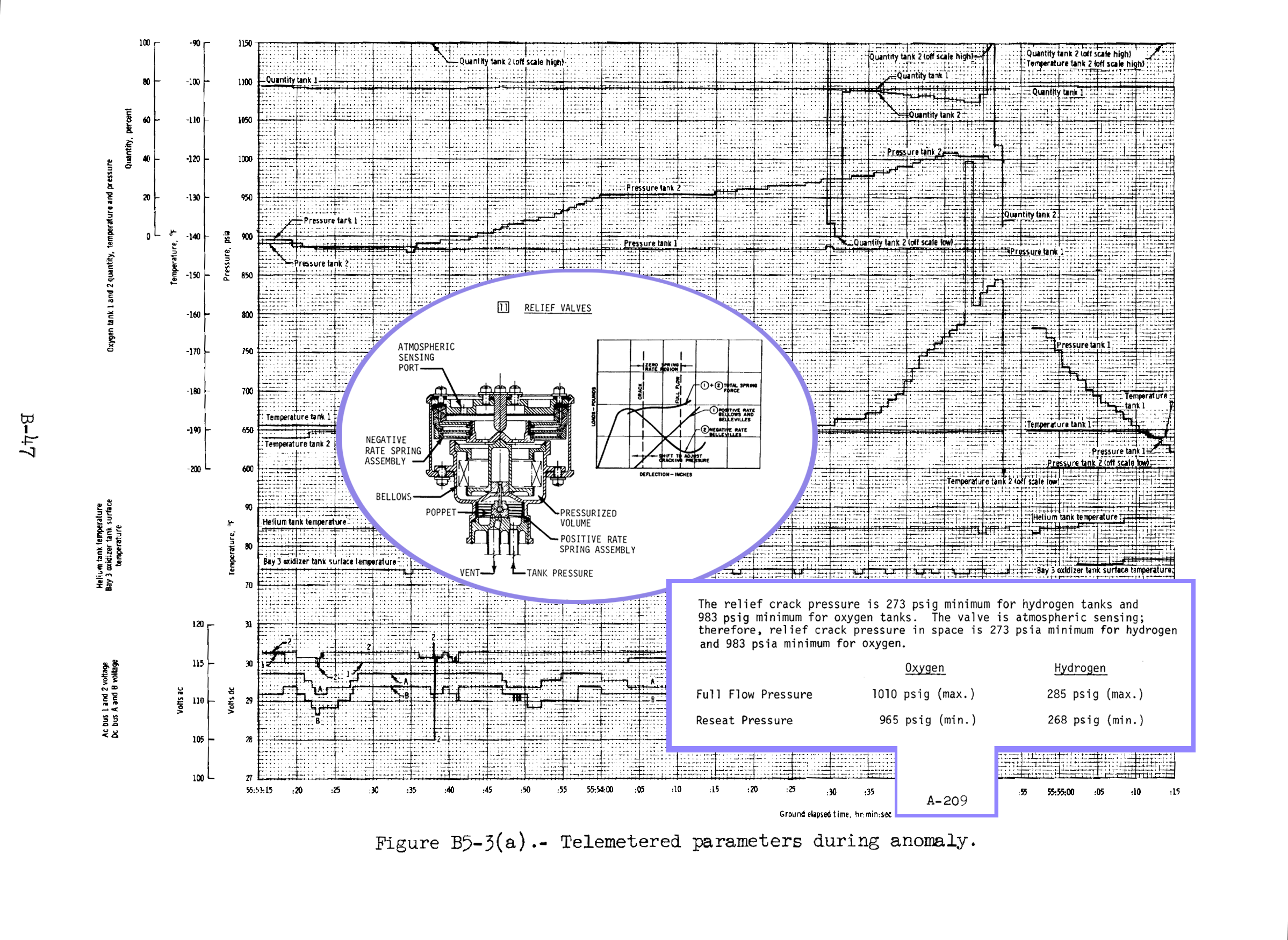
Graphique montrant l'évolution des paramètres du réservoir d'oxygène no 2 (pression, température, quantité d'oxygène) avant et pendant l'explosion, avec en insert un schéma de la valve de surpression.

Dès le retour de l'équipage, une commission est nommée pour enquêter sur l'accident. Ses membres sont des responsables d'établissement de la NASA (Goddard, Ames), des hauts responsables de la NASA ainsi que l'astronaute Neil Armstrong. L'enquête permet de démontrer que l’accident résulte bien de la surpression d'un des réservoirs d'oxygène et permet de remonter la chaîne d'événements y ayant conduit, en identifiant les erreurs commises, :
- le réservoir d'oxygène no 2, à l'origine de l'accident, avait été initialement installé par North American Rockwell sur le module de service de la mission Apollo 10 (numéro série SM-106), mais dut être démonté — ainsi que son « étagère » support — pour corriger un potentiel problème d'interférences radio. Lors de sa manipulation à l'aide d'une grue, un des quatre boulons de fixation ne fut pas desserré, ce qui déforma l'ensemble sur environ 5 cm vers le bas et faussa l'une de ses conduites de remplissage/vidange. Après quelques tests supplémentaires — qui ne comportaient pas de remplissage du réservoir avec de l'oxygène liquide — en novembre 1968, la NASA décida de réinstaller le réservoir et son support dans le module de service SM-109, prévu pour la mission Apollo 13 et livré au Centre spatial Kennedy en juin 1969 ;
- pendant les tests liés à la préparation du vol (Countdown Demonstration Test), qui débuta le 16 mars 1970, il était prévu de remplir les réservoirs du module de service afin de les tester. Ces réservoirs étaient ensuite vidangés, mais le réservoir no 2 refusa de se vider ;
- la déviation de la conduite de vidange fut alors décelée mais le réservoir fut laissé en place car il n'était pas prévu que cette conduite d'évacuation soit utilisée en vol ;
- un rapport sur l'incident fut rédigé. Après des discussions entre la NASA et les sous-traitants responsables de la fabrication du module de service et de ses réservoirs, il fut décidé de retenter de vider le réservoir no 2. Cette tentative fut réalisée le 27 mars ;
- face au refus du réservoir no 2 de se vider, il fut décidé de le surchauffer, afin de forcer l'oxygène à sortir, par ébullition. Pour cela, les résistances chauffantes du réservoir no 2 furent soumises pendant 8 heures à une tension de 65 volts, ce qui était la norme électrique pour les tests de matériel au sol ;
- tous les modules Apollo avaient été modifiés afin de fonctionner électriquement sous 65 volts pour les essais au sol, et sous 28 volts une fois en vol. Les rupteurs des thermostats des réservoirs d'oxygène furent oubliés : il s'agissait justement de deux contacteurs qui avaient pour fonction de couper l'alimentation électrique des résistances de chauffage lorsque la température dépassait 27 °C dans le réservoir d'oxygène ;
- durant la vidange du réservoir no 2 d'Apollo 13, les deux rupteurs fondirent en se soudant et ne furent plus en mesure de remplir leur rôle ;
- le cadran indiquant la température du réservoir n'était gradué que jusqu'à 29 °C car au-delà, les rupteurs thermostatiques étaient en théorie censés avoir déjà interrompu le chauffage. Le cadran n'indiquant a priori rien d'anormal, le technicien chargé de vidanger le réservoir pensa que tout s'était bien passé lors de la procédure. Cette procédure avait d'ailleurs été approuvée par Lovell et Mattingly, du premier équipage de la mission, ainsi que par les dirigeants et les ingénieurs de la NASA ;
- on a estimé a posteriori que la température à l'intérieur du réservoir avait atteint plus de 530 °C pendant la vidange, ce qui provoqua la vaporisation des isolants en Téflon des câblages à l'intérieur du réservoir ;
- lorsque Jack Swigert actionna le brassage du réservoir no 2, après 55 h 54 min 53 s de vol à 321 860 km de la Terre, un court-circuit entre les câbles dénudés produisit des étincelles à l'intérieur du réservoir ;
- le mélange de Téflon et d'oxygène, hautement inflammable, fit exploser le réservoir no 2, ce qui endommagea au passage les conduites du réservoir no 1, bloqua les valves de propulseurs de contrôle de position, souffla le panneau en aluminium du secteur no 4 du module de service, endommagea l'antenne à grand gain et laissa l'équipage avec très peu d'électricité et d'eau (fabriquées à partir de piles à combustibles alimentées par l'oxygène).

## Conséquences de l'accident sur le programmeApollo
Pour éviter que se reproduise semblable anomalie, ou à tout le moins en limiter les conséquences, la commission émit des recommandations induisant principalement des modifications du module de service. On modifia la conception du réservoir : on supprima les ventilateurs afin d'éliminer les câbles électriques. On réduisit autant que possible la présence de matériaux susceptibles de s'enflammer, à l'instar de l'aluminium et du téflon. Un réservoir d'oxygène et une batterie indépendante des piles à combustible furent ajoutés afin, d'une part, de disposer d'une réserve supplémentaire d'oxygène et, d'autre part, de ne pas dépendre des piles à combustibles en cas de défaillance de celles-ci. Des capteurs supplémentaires furent installés au niveau des vannes des piles à combustibles afin de disposer de plus d'informations sur leur fonctionnement. La restitution et la hiérarchisation des alarmes fut revue pour mieux mettre en évidence les incidents graves et éviter que certaines alarmes passent inaperçues en cas d'alarmes simultanées.
Les conclusions de l'enquête menées à la suite de l'accident d'Apollo 13 entraînèrent le report de la mission suivante, Apollo 14, pour permettre d'en tirer les conséquences. Son lancement fut repoussé à début 1971. Selon les plans fixés en août 1969, la mission Apollo 14 devait se poser dans une région située près du cratère Littrow, qui avait peut-être été le siège d'un volcanisme récent. Mais la reconnaissance photographique nécessaire pour identifier le site d'atterrissage devait incomber à la mission Apollo 13 et ne put être effectuée, compte tenu des circonstances. Les responsables du programme modifièrent donc les plans : la mission Apollo 14 reprit les objectifs d'Apollo 13, c'est-à-dire l'étude de la formation géologique Fra Mauro. À la même époque, le programme Apollo subit de nouvelles coupes budgétaires et les deux dernières missions furent annulées. Apollo 14 devint la dernière mission de type « H », c'est-à-dire dotée d'une version allégée du module lunaire Apollo

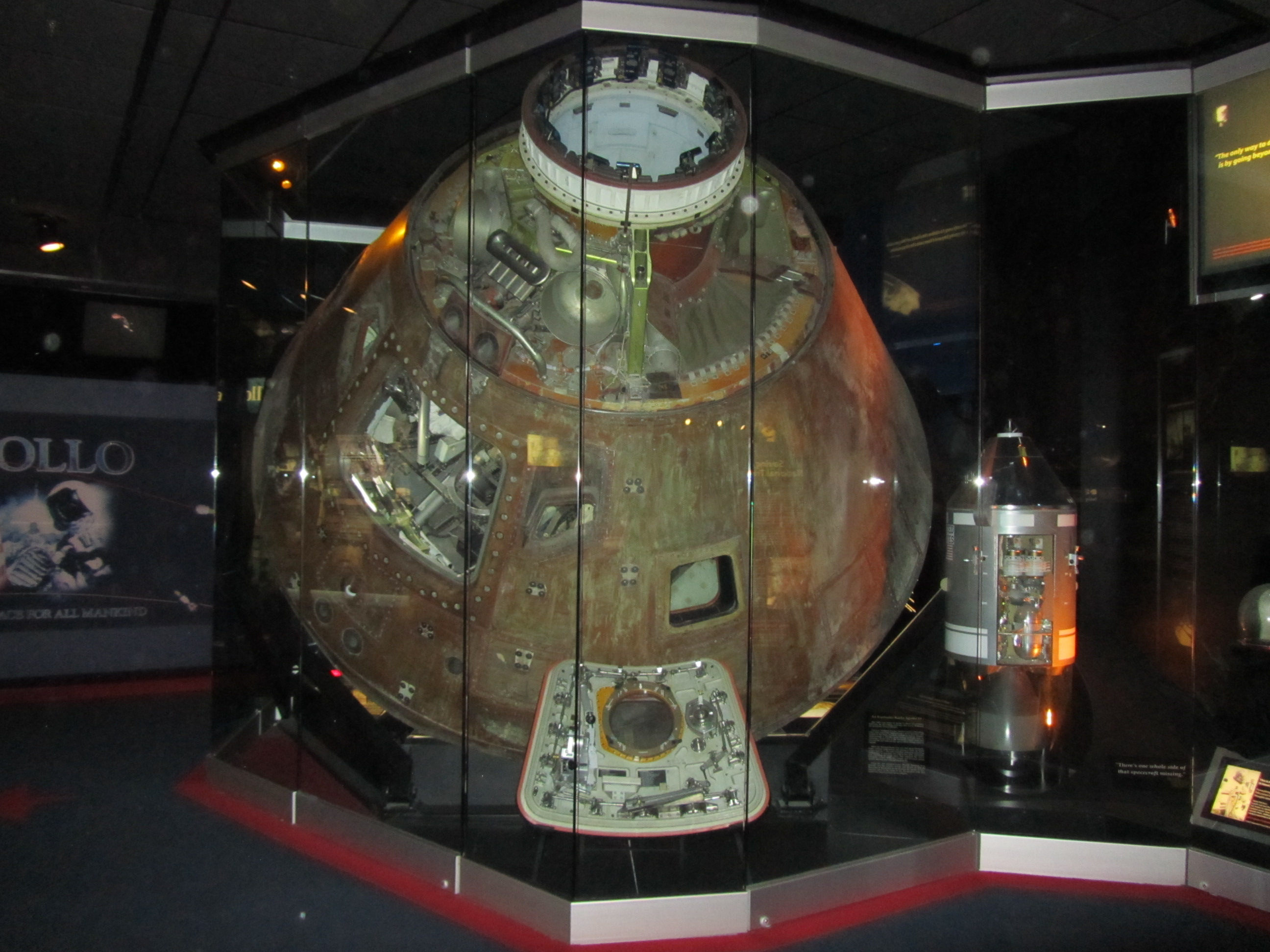
Le vaisseau de la mission Apollo 13 (module de commande) est exposé au Kansas Cosmosphere and Space Center. Sur le côté, une maquette décrivant les parties endommagées du module de service lors de l'explosion du réservoir d'oxygène no 2.

Dans les années 1980, le module de commande fut prêté au musée de l'Air et de l'Espace du Bourget, mais il retourna ensuite aux États-Unis en 1995, pour les besoins de promotion du film Apollo 13. Depuis, la capsule est conservée au musée de l'espace Cosmosphere de Hutchinson (Kansas), États-Unis.

## Dans la culture populaire
Le déroulement de la mission est le sujet du film Apollo 13, sorti en 1995, qui retrace assez fidèlement son histoire et constitue dans le domaine cinématographique le témoignage le plus réaliste sur le programme Apollo. Dans la version anglaise, la plupart des transmissions radio sont les bandes originales de la mission. Toutefois, afin d'accentuer le caractère dramatique, certains détails s'écartent de la réalité. Il s'agit notamment de l'explosion du réservoir d'oxygène, beaucoup moins spectaculaire dans la réalité que dans le film.
Plusieurs témoignages ont été publiés par les différents acteurs de la mission. Le commandant de la mission Lovell a rédigé avec un journaliste Lost Moon: The Perilous Voyage of Apollo 13, publié en 1994. Le responsable des systèmes électriques dans la salle de contrôle, Sy Liebergot, a livré son témoignage dans un livre intitulé Apollo EECOM, rédigé avec David M. Harland et publié en 2003. Le directeur des vols Gene Kranz décrit le déroulement de la mission dans le cadre de son autobiographie Failure Is Not an Option, publiée en 2000.
L'expression « Houston, we've had a problem » (en français, « Houston, on a eu un problème »), qui fut prononcée par Jack Swigert, est vite entrée dans la culture américaine, car le sauvetage de la mission Apollo 13 a été très suivi par les médias et le public. C'est l'euphémisme de la formulation qui a frappé les esprits, compte tenu de l'ampleur du « problème » en question (même si Swigert ne saisit pas la gravité de la situation au moment où il prononce cette phrase). La phrase a ensuite été légèrement déformée et est surtout connue de nos jours sous la forme « Houston, we have a problem » (« Houston, on a un problème »).